# William Burges
William Burges (/ˈbərdʒɛs/; 2 dicembre 1827 – 20 aprile 1881) è stato un architetto e designer britannico.
Tra i più grandi architetti vittoriani, nel suo lavoro tentò di sfuggire dall'industrializzazione del XIX secolo e dallo stile architettonico neoclassico e ristabilì i valori architettonici e sociali di un utopico Medioevo inglese. Burges rimase all'interno della tradizione del neogotico, le sue opere riecheggiano quelle dei Preraffaeliti e preannunciano quelle del movimento Arts and Crafts.
La carriera di Burges fu breve ma illustre; vinse la sua prima commissione maggiore per la Cattedrale di San Finbar a Cork nel 1863, quando aveva 35 anni, e morì, nel 1881, nella sua abitazione a Kensington, la Tower House, all'età di 53 anni. La sua produzione architettonica fu ridotta ma variegata. Lavorando a lungo con una squadra di artigiani consolidati, costruì Chiese, una cattedrale, un magazzino, un'università, una scuola, case e castelli. Le opere più note di Burges sono il Castello di Cardiff, costruito tra il 1866 e il 1928, e Castell Coch (1872-1891), entrambi costruiti per John Crichton-Stuart, III marchese di Bute.
Molti dei suoi progetti non vennero mai eseguiti o furono successivamente demoliti o modificati. Partecipò ai concorsi per le cattedrali di Lilla (1854), Adelaide (1856), Colombo, Brisbane (1859), Edimburgo (1873) e Truro (1878).
Oltre all'architettura, Burges progettò oggetti metallici, sculture, gioielli, mobili e vetrate. L'arte applicata all'industria, una serie di lezioni che tenne presso la Royal Society of Arts nel 1864, illustra l'ampiezza dei suoi interessi; gli argomenti trattati includono vetro, ceramica, ottone, ferro, oro e argento, mobili, l'arte tessile e la decorazione architettonica degli esterni. Per gran parte del secolo seguente la sua morte, l'architettura vittoriana non fu oggetto di studi intensivi e neanche di attenzioni positive, il lavoro di Burges fu largamente ignorato. Tuttavia, la rinascita dell'interesse per l'arte, l'architettura e il design vittoriano alla fine del XX secolo ha portato ad un rinnovato apprezzamento di Burges e del suo lavoro.

## Primi anni e viaggi
Burges è nato il 2 dicembre 1827, figlio di Alfred Burges (1796-1886), un benestante ingegnere civile. Alfred aveva accumulato una notevole fortuna, circa 113.000£ (equivalenti a 10.740.280£ nel 2015, al netto dell'inflazione), fino alla sua morte, fortuna che permise al figlio di dedicare la sua vita allo studio e alla pratica dell'architettura, pur senza avere la necessità di guadagnarsi da vivere con tale mestiere.

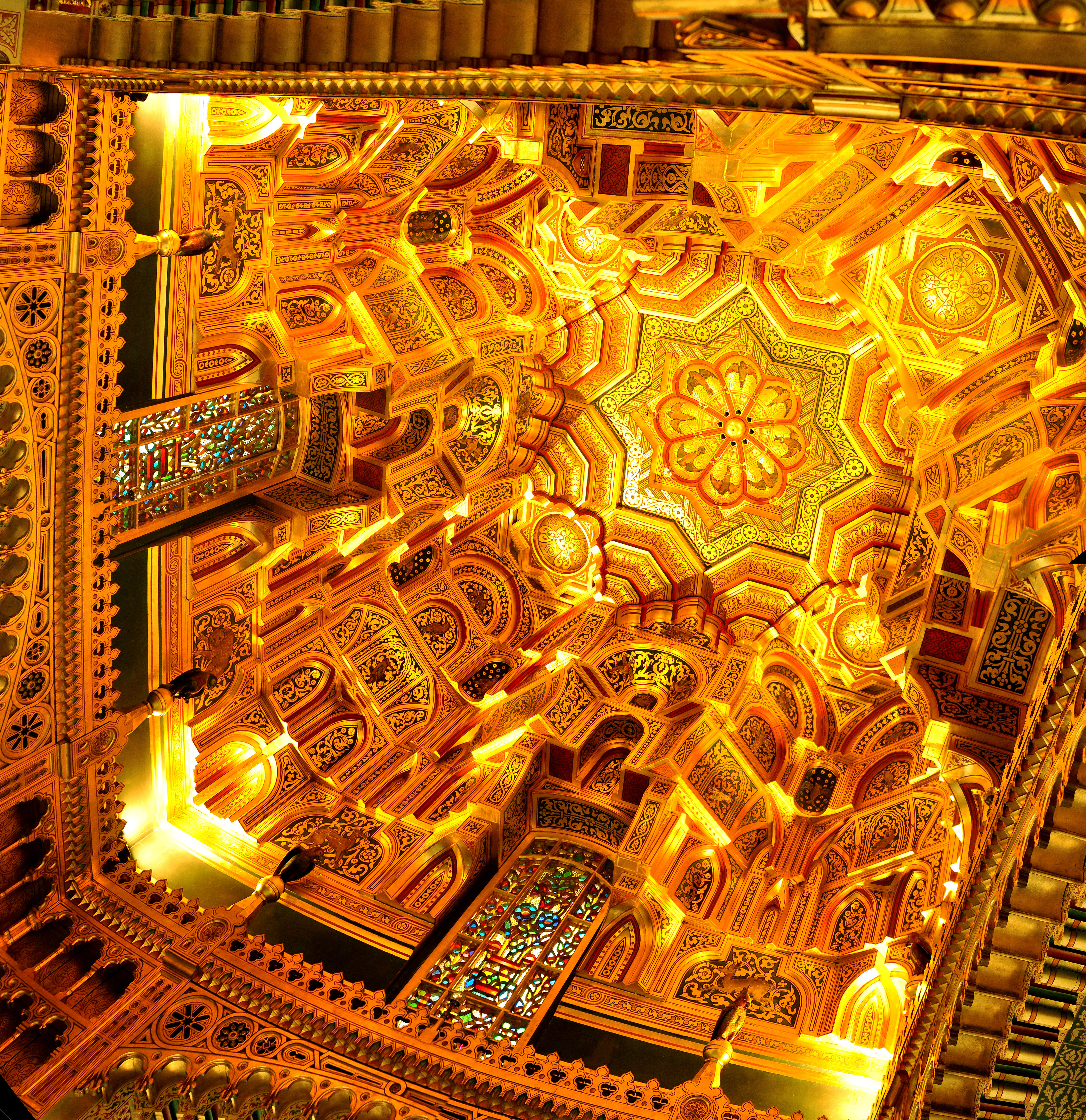
Soffitto della Camera Araba– Castello di Cardiff

Burges entrò nel King's College di Londra nel 1839 per studiare ingegneria, tra i suoi contemporanei si annoverano Dante Gabriel Rossetti e William Michael Rossetti. Lasciò la scuola nel 1844, per unirsi allo studio del geometra Edward Blore, che lavorò anche presso l'Abbazia di Westminster. Blore era un architetto affermato, avendo lavorato sia per re Guglielmo IV che per la regina Vittoria, costruendosi una reputazione come sostenitore dello stile neogotico. Nel 1848 o 1849, Burges si spostò, andando a lavorare presso Matthew Digby Wyatt. Wyatt era un promettente architetto, come Blore, come dimostrato dal suo ruolo di primo piano nella direzione della grande esposizione di Londra del 1851. Il lavoro di Burges con Wyatt, in particolare sulla Corte Medievale per l'esposizione, fu influente sul corso della sua carriera. Durante questo periodo, lavorò anche su disegni basati su metalli medievali per il libro di Wyatt, Metalwork, pubblicato nel 1852, per cui fu assistito da Henry Clutton, che contribuì all'illustrazione delle sue opere.
Di pari importanza per la carriera di Burges, furono i suoi viaggi. Burges riteneva che tutti gli architetti avrebbero dovuto viaggiare, sottolineando che era "assolutamente necessario vedere come i vari problemi dell'arte sono stati risolti nelle epoche differenti e da diversi uomini." Grazie al suo reddito privato, Burges viaggiò prima in Inghilterra, poi in Francia, Belgio, Olanda, Svizzera, Germania, Spagna, Italia, Grecia e infine in Turchia. Complessivamente, impiegò circa 18 mesi all'estero a sviluppare le sue competenze e la sua conoscenza, creando schizzi e disegni. Quello che vide e disegnò contribuì alla formazione di un proprio bagaglio di influenze e di idee, che usò e riutilizzò per tutta la sua carriera.
Pur non essendo mai andato più ad est della Turchia, l'arte e l'architettura dell'Oriente, sia vicino che lontano, ebbe un impatto significativo su di lui; rimase affascinato dallo stile moresco, fascino che espresse al meglio nella "Camera Araba" del Castello di Cardiff. Anche lo studio delle tecniche giapponesi influenzò il suo lavoro sui materiali metallici. Burges aveva ricevuto il suo primo incarico importante all'età di 35 anni, ma la sua carriera successiva non si sviluppò secondo le aspettative. Il suo stile si era già formato negli ultimi vent'anni di studio, riflessione e viaggio. Il professor Joseph Mordaunt Crook, massima autorità accademica su Burges, scrisse che "una volta stabilito, dopo vent'anni di preparazione, il suo 'linguaggio stilistico' doveva solamente essere applicato, e lo fece e lo rifece con lo stesso vocabolario con crescenti finezza e gusto.

## I primi lavori

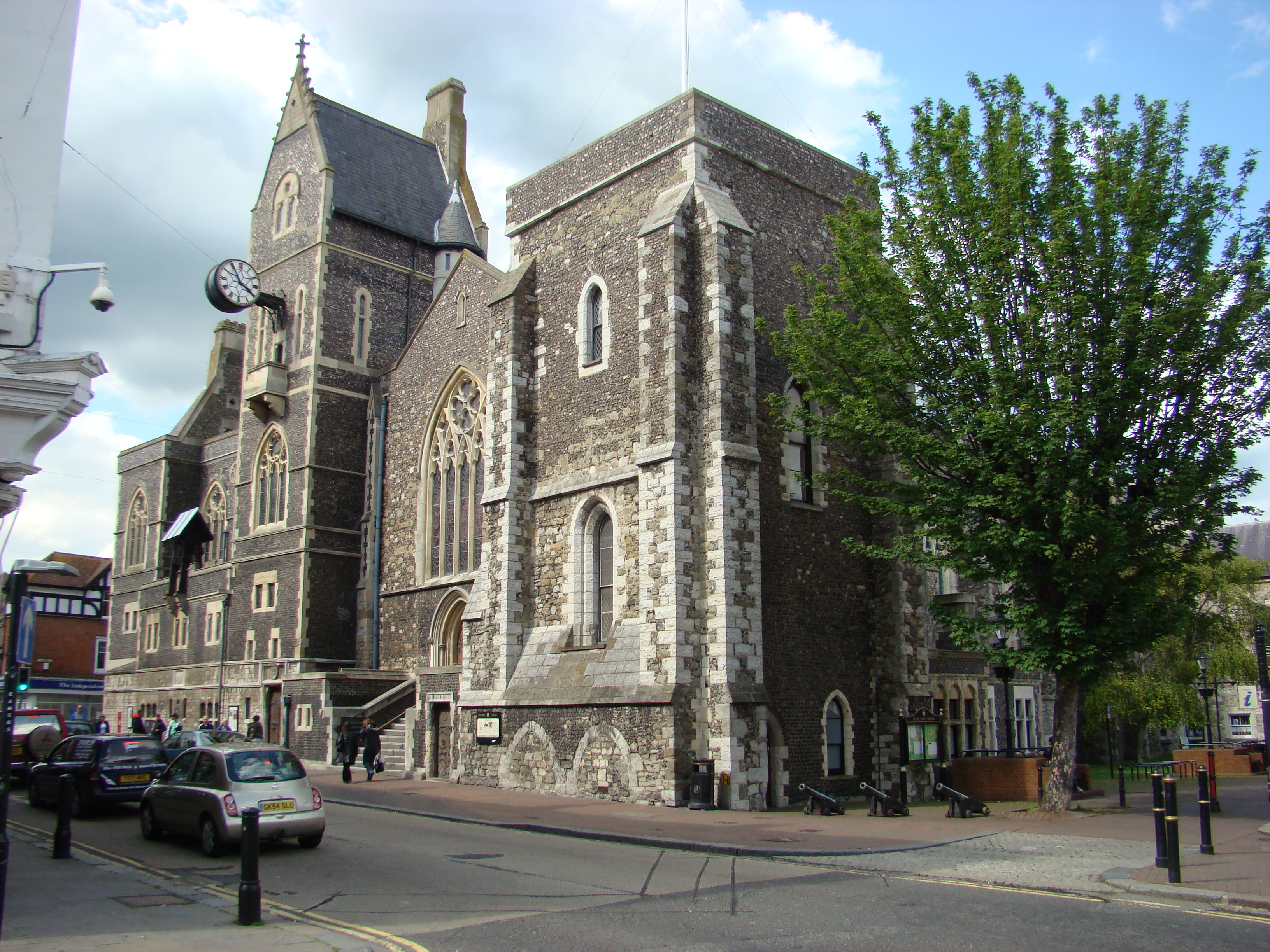
Maison Dieu, Dover

Nel 1856 Burges fondò il proprio studio architettonico a Londra, al numero 15 di Buckingham Street, la Strand. Alcuni dei suoi primi mobili sono stati creati per questo ufficio e successivamente spostati la Tower House, in Melbury Road, a Kensington, la casa che costruì per se stesso verso la fine della sua vita. La sua precoce carriera architettonica produsse nessuna costruzione particolarmente importante. Pur avendo vinto prestigiose commissioni, come per la cattedrale di Lilla, per la Chiesa in memoria della guerra di Crimea, a Istanbul, e per la Scuola d'arte di Bombay. Nessuno di questi edifici fu costruito sui progetti di Burges. Un suo progetto, non riuscito, avrebbe voluto trasformare il Palazzo di Giustizia di Strand in una Carcassonne londinese. I progetti in tal senso sono descritti dagli scrittori Dixon e Muthesius come: "una ri-creazione di un mondo da sogno del XIII secolo, con uno skyline di grande inventiva." Nel 1859 Burges presentò un disegno di ispirazione francese alla Cattedrale di San Giovanni a Brisbane, Australia, che venne respinto. Fornì anche disegni per la Cattedrale di Colombo a Ceylon e per la Cattedrale di San Francesco Saverio, Adelaide, senza successo. Nel 1855 ottenne invece la commissione per la ricostruzione della sala capitolare della Cattedrale di Salisbury. Henry Clutton era a capo del progetto, ma Burges, come assistente, contribuì al restauro di sculture al sistema decorativo generale. Molto fu perduto nei restauri degli anni '60. Più duratura è stato il lavoro di Burges nel 1858 di ristrutturazione della Gayhurst House, nella Buckinghamshire, per Robert Carrington, secondo barone Carrington. Le camere contengono alcuni camini ad opera sua, oltre alle sculture di Thomas Nicholls, collaboratore di lungo corso di Burges, in particolare nel salotto sono presenti quelle che riprendono i motivi del Paradiso perduto e del Paradiso riconquistato. Inoltre progettò un gabinetto circolare per i servi, che Jeremy Cooper descrive come "sormontato da un Cerbero ringhiante, ognuna delle sue tre teste sono incastonate con occhi iniettati di sangue, in vetro".

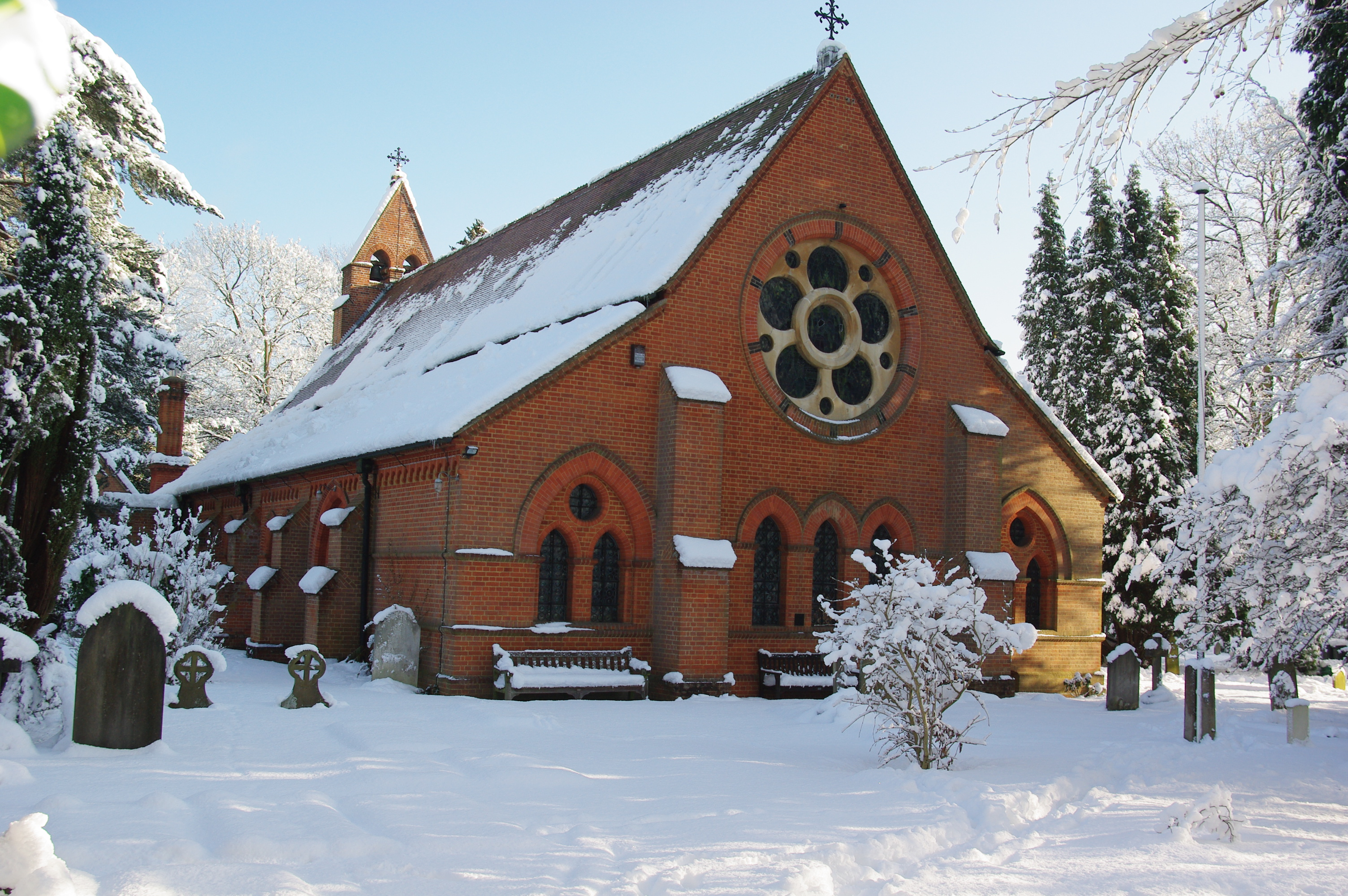
Chiesa di Ognissanti, Fleet

Nel 1859 iniziò a lavorare con Ambrose Poynter alla Maison Dieu, a Dover, completata nel 1861. Nel suo rinnovamento degli animali grotteschi e degli stemmi, incorporati nel suo nuovo progetto, è individuabile un'emulazione dell'originario stile medievale. Successivamente Burges progettò la Camera del Consiglio, aggiunta nel 1867, e nel 1881 iniziò a lavorare su Connaught Hall di Dover, una sala da concerto nonché sede delle assemblee cittadine. Il nuovo edificio conteneva sale da riunione e gli uffici del sindaco e dei funzionari. Sebbene Burges avesse disegnato il progetto, la maggior parte di questo fu completato dopo la sua morte, ad opera dei suoi soci, Pullan e Chapple. Nel 1859-1860 Burges fu assunto per il restauro dell'Abbazia di Waltham da parte di Poynter, lavorando con il figlio Edward Poynter e con i creatori di mobili Harland e Fisher. Commissionò Edward Burne-Jones, della James Powell & Sons, il lavoro sulle tre vetrare del lato est, rappresentative dell'Albero di Jesse.
Nel 1861-62 a Burges fu commissionata, da Charles Edward Lefroy, segretario dello Speaker della Camera dei Comuni, la costruzione della Chiesa di Ognissanti, a Fleet, in memoria della moglie di Lefroy. La donna era la figlia di James Walker, che aveva fondato la società di ingegneria marina "Walker e Burges", insieme ad Alfred, il padre di Burges, questo legame famigliare contribuì alla scelta di Burges per la commissione. Nikolaus Pevsner dice di Fleet che "non ha forma, né edifici di carattere né notevoli, tranne uno", questo uno sarebbe Ognissanti. La chiesa è in mattoni rossi, da Pevsner considerata come "sorprendentemente sobria". La decorazione dell'interno è molto semplice, ma la presenza scultorea è massiccia, in particolare quella della tomba dei Lefroy e dell'arco al di sotto del quale si trovava in origine la tomba, è la quintessenza dello stile di Burges.

## Cattedrale di San Finbar, Cork

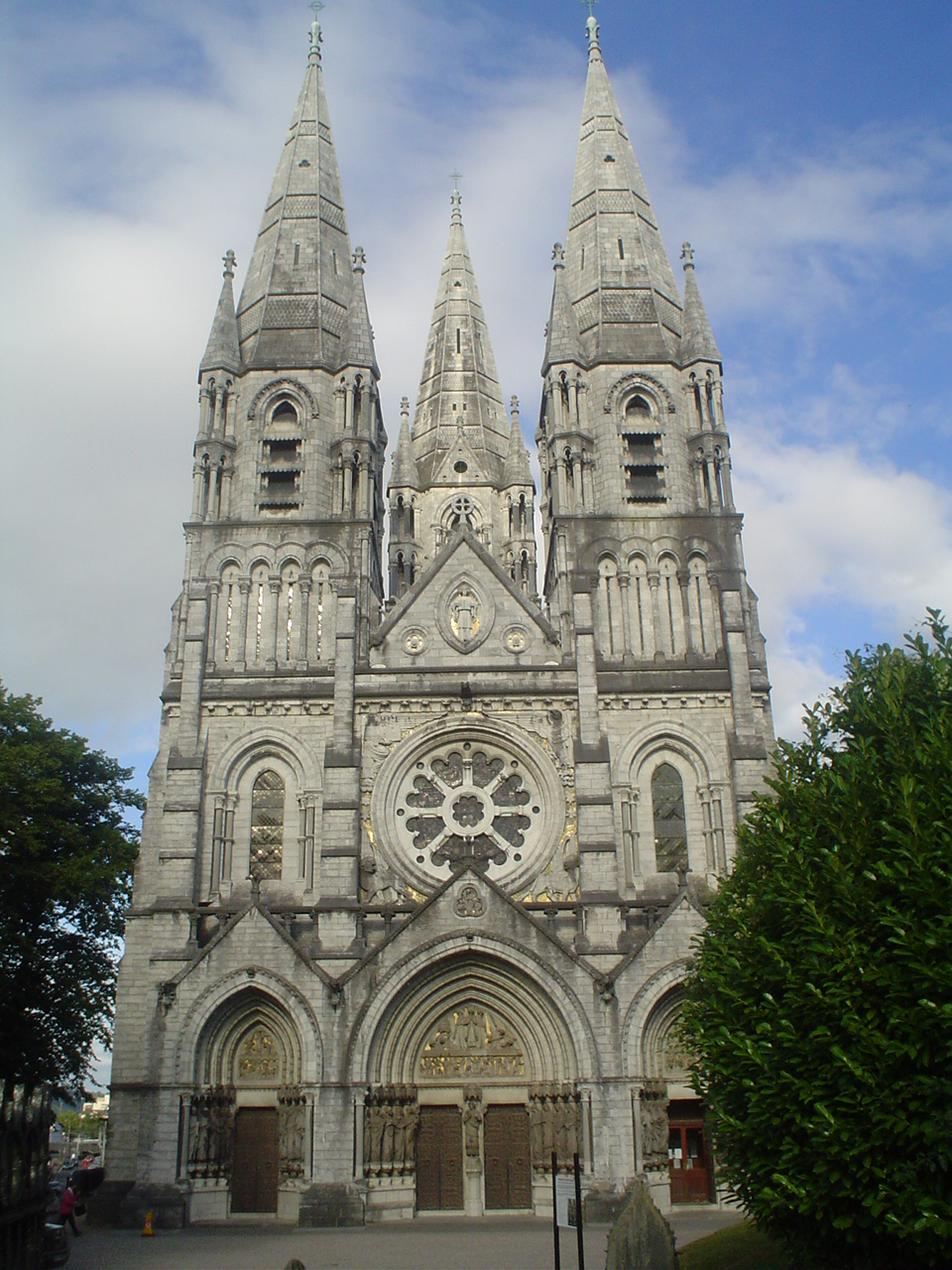
Cattedrale di San Finbar, Cork

Nonostante le iniziati battute d'arresto, Burges fu sostenuto dalla sua convinzione che presto la Francia avrebbe fornito una risposta alla crisi dello stile architettonico, che affliggeva l'Inghilterra nel periodo medio-vittoriano. In merito scrisse: "sono cresciuto nella fede nel XIII secolo e in questa vede ho intenzione di morire." Nel 1863, all'età di 35 anni, finalmente ottenne la sua prima commissione di rilievo, per la Cattedrale di San Finbar, a Cork. Il diario di Burges riporta la sua soddisfazione al riguardo: "ho ottenuto Cork!"
Il concorso per San Finbar si verificò in seguito alla diffusa insoddisfazione per la chiesa esistente, risalente al 1735, che la rivista Dublin Builder definì come "una malandata cattedrale che a lungo ha disonorato Cork." Fu la prima cattedrale nuova costruita nelle isole britanniche dopo la Cattedrale di San Paolo. Il bilancio proposto era basso, 15.000£, ma Burges ignorò tale vincolo, creando un progetto che sarebbe costato il doppio. Nonostante le proteste degli altri concorrenti, vinse, anche se il costo finale fu in eccesso di 100.000£.
Burges, che aveva lavorato in Irlanda precedentemente, presso la Chiesa di San Pietro a Carrigrohane, la Chiesa della Santissima Trinità, a Templebreedy, a Frankfield e a Douglas, beneficiò di un forte sostegno locale, che comprendeva il vescovo, John Gregg. Inoltre Burges "univa il suo amore per il medievalismo con una significativa esibizione del benessere protestante", elemento che al tempo fu un importante fattore, in un momento in cui la Chiesa Anglicana in Irlanda stava cercando di affermare il proprio predominio.
Per l'esterno, Burges riutilizzò alcuni dei suoi progetti precedenti, mai eseguiti, come il disegno della Chiesa in memoria della guerra di Crimea e della Cattedrale di San Giovanni, a Brisbane e i prospetti della Cattedrale di Lilla. Il problema principale dell'edificio consisteva nella sua dimensione. Nonostante gli sforzi per le raccolte di fondi, e considerando come Burges avesse superato il budget originario, Cork non era ancora in grado di permettersi una cattedrale tanto ampia. Burges superò l'ostacolo sfruttando la grandezza delle tre guglie all'esterno, che compensavano le dimensioni minori del resto dell'edificio.
Anche se la cattedrale è di modeste dimensioni, è riccamente ornata. Come era sua abitudine, dal suo ufficio a Buckingham street e nel corso delle numerose visite in loco, Burges curò tutti gli aspetti del progetto, tra cui le statue, le vetrate e gli arredi, raddoppiando il proprio onorario, a causa dell'alto livello del suo coinvolgimento personale. Disegnò i modelli per ognuna delle 1.260 sculture che adornano la facciata ovest e decorano l'edificio sia dentro che fuori. Abbozzò dei disegni per la maggior parte delle 74 vetrate. Progettò il pavimento a mosaico, l'altare, il pulpito e il trono del vescovo. Lawres e Wilson considerano il risultato "senza dubbio la più grande opera [di Burges] nell'architettura ecclesiastica", con un interno che è "travolgente e inebriante." Riuscì a fare il tutto grazie alla sua abilità, all'attenta guida del suo team, al controllo di ogni elemento artistico e al superamento, di gran lunga, del budget previsto di 15.000£. Burger creò un edificio che in termini di dimensioni risultò essere poco più di un'ampia chiesa parrocchiale, ma per l'impressione, descritta nello studio di Lawrence e Wilson, era come "una cattedrale che i posteri avrebbero potuto considerare come un monumento alla lode dell'Onnipotente."

## Team architettonico

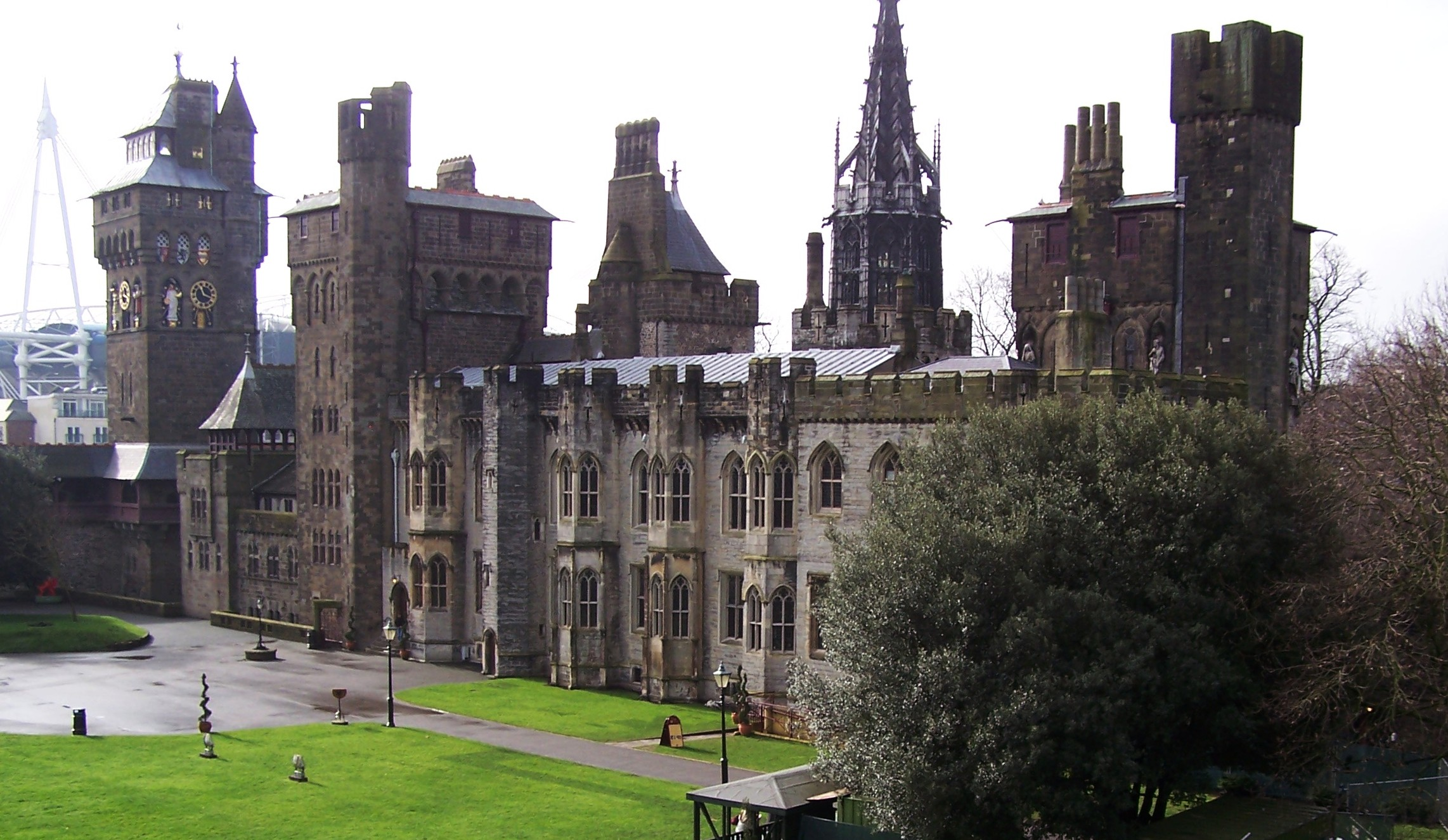
Il castello di Cardiff, a cui hanno lavorato molti dei collaboratori di William Burges

Burges fu abile nell'instaurare relazioni durature con i propri assistenti, avvalendosi di collaboratori di alto livello. John Starling Chapple ricopriva la carica di direttore dello studio, si era unito allo studio di Burges nel 1859. Chapple fu il designer della maggior parte dei mobili di Castell Coch, completandone la restaurazione dopo la morte di Burges. Il vice di Chapple fu l'architetto William Frame, che agì in qualità di addetto ai lavori. Horatio Walter Lonsdale era a capo degli artisti di Burges, che lavorarono agli estesi affreschi, sia di Castell Coch che del castello di Cardiff. Il suo principale scultore era Thomas Nicholls, che iniziò a lavorare con lui a Cork, completando centinaia di statue per la Cattedrale di San Finbar. Nicholls lavorò con lui nella realizzazione delle sue due chiese più importanti nello Yorkshire e realizzò tutte le sculture originali del Muro degli animali, a Cardiff. William Gualbert Saunders si unì al team di Buckingham Street nel 1865 e lavorò con Burges allo sviluppo del progetto e alle tecniche di realizzazione dei vetri colorati artigianali, producendo la maggior parte delle migliori vetrate di San Finbar. Ceccardo Egidio Fucigna fu un altro collaboratore di lunga data, che scolpì la Madonna con Bambino, al di sopra del ponte levatoio di Castell Coch, la figura di San Giovanni, sopra il caminetto nella camera da letto di Lord Bute nel castello di Cardiff, e il bronzo della Madonna, nel giardino pensile del castello. Altro collaboratore significativo fu Axel Haig, illustratore svedese, che preparò molte delle prospettive, in acquarello, con cui Burges era solito estasiare i clienti. Crook definisce l'équipe come "un gruppo di uomini di talento, modella ad immagine del loro capo", indicandoli come "devoti più all'arte che al business."

## Il rapporto con il Marchese di Bute

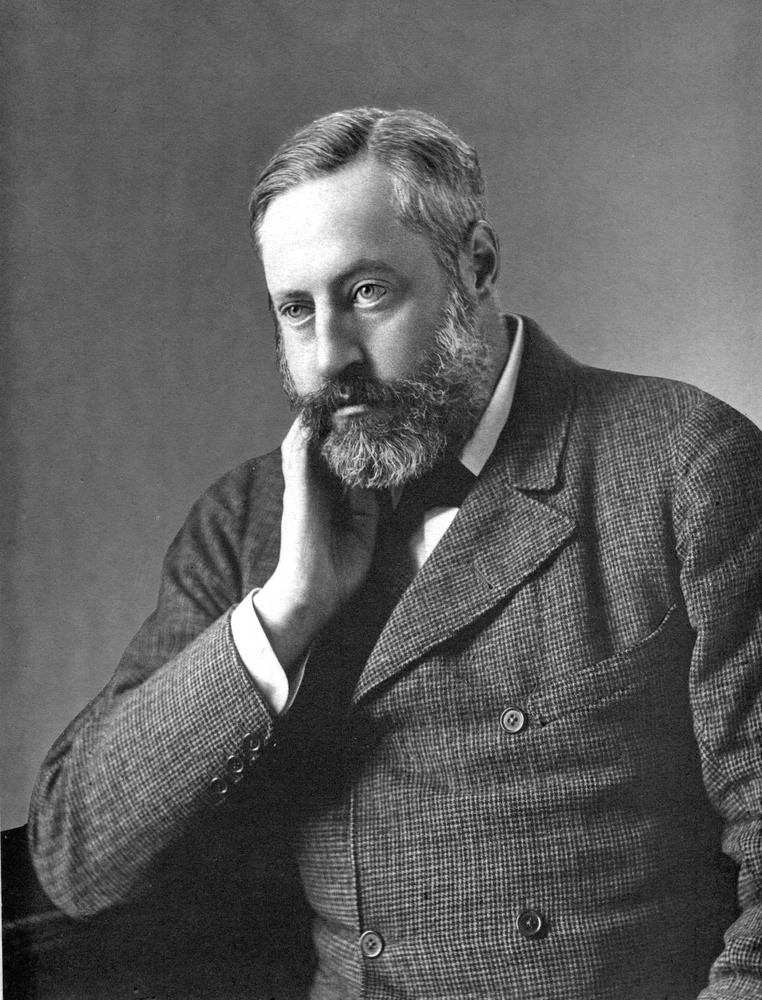
Il Marchese John Crichton-Stuart

Nel 1865, Burges incontrò John Crichton-Stuart, III marchese di Bute. L'incontro potrebbe essere stato il risultato della collaborazione tra il secondo marchese di Bute e la società d'ingegneria del padre di Burges, Alfred, che si occupò dei lavori di costruzione della banchina Bute a Cardiff, per conto del nobile. Il terzo marchese divenne il più grande patrono architettonico di Burges; entrambi avevano padri i cui sforzi industriali avevano fornito loro i mezzi per cimentarsi in opere architettoniche, inoltre entrambi avevano cercato di "redimere i mali dell'industrialismo facendo rivivere l'arte del medioevo".
Quando il marchese assunse il titolo, all'età di un anno, ereditò un reddito di 300.000£ annuali. Quando incontrò Burges, il marchese era considerato l'uomo più ricco della Gran Bretagna, se non del mondo. La sua ricchezza su importante per il successo della loro partnership: come lo stesso Burges scrisse: "la buona arte è troppo rara e troppo preziosa per essere economica." Ma il marchese portò nel rapporto ben più dei suoi soldi, contribuì come studioso, antiquario ed entusiasta medievalista. Le sue risorse e i suoi interessi, sommati al genio di Burges, crearono quella che è stata considerata come "la più memorabile realizzazione del marchese." Il loro rapporto fu definita anche come: "un primo esempio di relazione tra un mecenate aristocratico e un talentuoso architetto, che produsse le meraviglie del Castello di Cardiff e di Castell Coch.
La collaborazione durò per tutto il resto della vita di Burges e portò alla creazione delle sue opere più importanti. Per il marchese e sua moglie, Burges era "un'anima ispiratrice". Lo studioso d'architettura Michael Hall considera la ristrutturazione del Castello di Cardiff e la completa ricostruzione delle rovine di Castell Coch, nel nord della città, ad opera di Burges, come rappresentative delle sue migliori realizzazioni. In questi edifici Crook sostiene che Burges sia sfuggito in "un mondo di fantasia architettonica", che Hall descrive a sua volta come "tra i più grandiosi mai realizzati in stile neogotico."

### Il castello di Cardiff
Nei primi anni del XIX secolo, l'originale castello normanno era stato ampliato e modificato da Henry Holland, per conto di John Stuart, I marchese di Bute. Il secondo marchese alloggiò nel castello visitava i suoi ampi possedimenti nella contea di Glamorgan; durante tali visite fece sviluppare la Cardiff moderna e creò le banchine di Cardiff., come sbocco per il carbone e l'acciaio prodotti nelle valli del Galles meridionale, tuttavia fece poco per il castello stesso, limitandosi al completamento dell'opera intrapresa dal primo marchese. Il terzo marchese invece aveva scarsa considerazione degli sforzi di Holland, descrivendo il castello come se fosse stato "vittima di ogni barbarie sin dal Rinascimento", e, quando raggiunse la maggiore età, ingaggiò Burges, per intraprendere la ricostruzione. Quasi tutti gli usuali collaboratori di Burges furono coinvolti, compresi Chapple, Frame e Lonsdale, per la creazione di un edificio, che John Newman descrive come "il castello fantastico di maggior successo del diciannovesimo secolo." Crook per spiegare l'eccezionalità dell'opera affermò: "il sogno di un grande mecenate e di un grande architetto è quasi diventato il simbolo di una nazione intera."

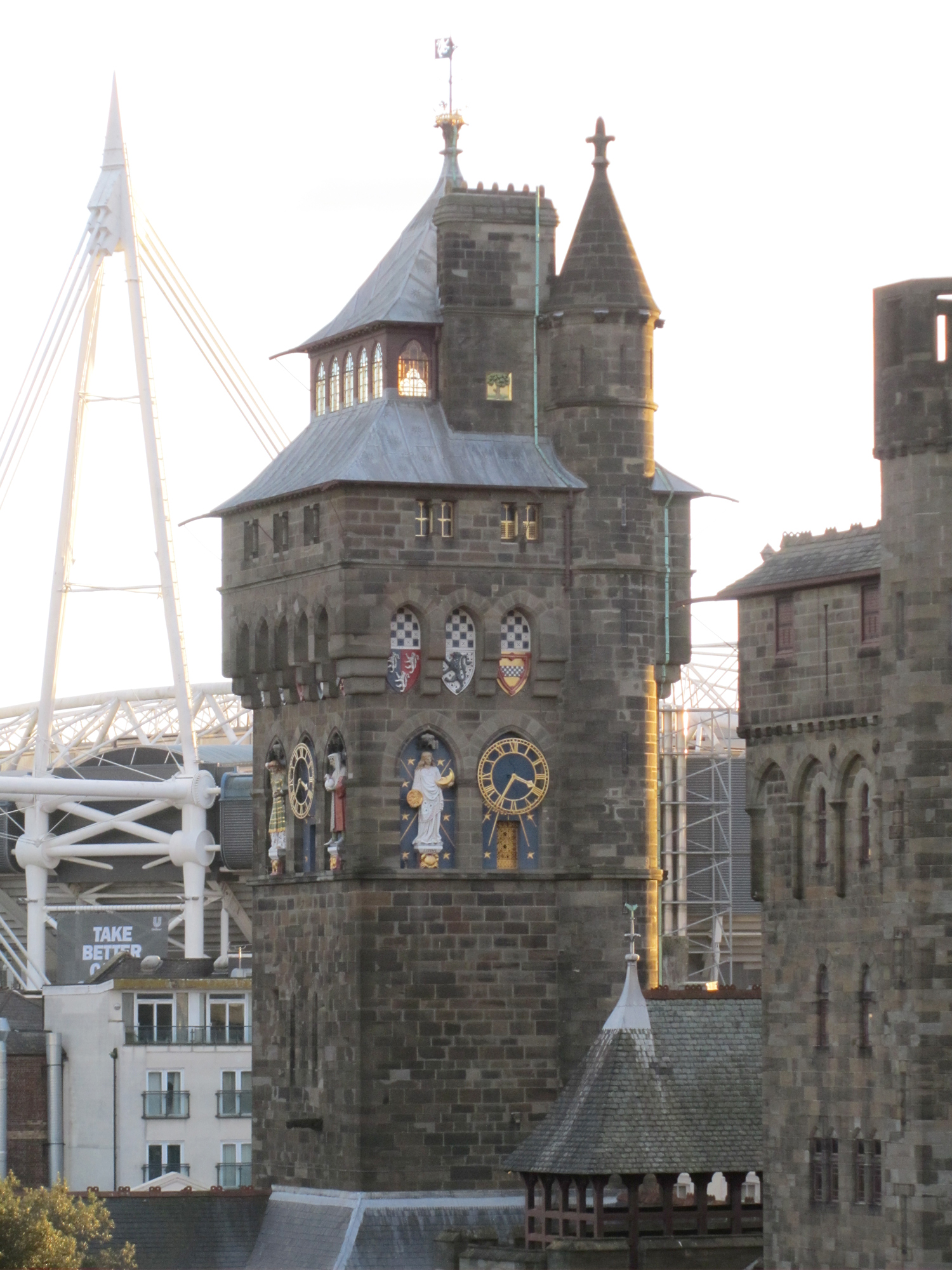
La Torre dell'Orologio

I lavori iniziarono nel 1868, partendo dalla Torre dell'Orologio, in concio della Foresta di Dean. La torre contiene una serie di stanze da scapolo, in quanto il marchese non si sposò fino al 1872. Le stanze comprendono una camera da letto, una camera per la servitù, una stanza estiva per fumatori e una invernale. Esternamente la torre è una rielaborazione di un disegno di Burges, usato precedentemente per il concorso del palazzo del tribunale di Strand, che non essendo riuscito a realizzarlo allora. All'interno, le camere sono sontuosamente decorate, con dorature, sculture e disegni, molti in stile allegorico, raffiguranti stagioni, miti e favole. La stanza estiva per fumatori si trova nel punto più elevato della torre. Sorge su due piani di altezza e dispone di un balcone interno che, attraverso una fascia ininterrotta di finestre, offre una vista sulla banchina di Cardiff, fonte di ricchezza del marchese, sul canale di Bristol e sulle collini e valli gallesi. Sul piano si trova anche un mosaico raffigurante una mappa del mondo, ad opera di Thomas Nicholls.
I lavori continuarono modificando l'impianto di Holland, di chiara ispirazione georgiana. Le modifiche coinvolsero la Torre Bute, la Torre Herbert e la Torre Beauchamp, furono costruite la Torre degli Ospiti e la Torre Ottagonale. Nella pianta, il castello segue le disposizioni tipiche delle abitazioni signorili vittoriane. La Torre Bute include la camera da letto del marchese e finisce nel Giardino Pensile, dove si trova una Madonna del Fucigna. La camera da letto del marchese è dotata di molte iconografie religiose e di un soffitto a specchio. Il nome del marchese, John, è ripetuto in greco (ΙΩΑИΣ) lungo le travi del soffitto. La Torre Ottagonale fu costruita nel punto in cui il padre di John era morto, nella torre sono situati l'oratorio e la Sala Chaucer, il cui tetto Mark Girouard cita come "un superbo esempio del genio di Burges nella costruzione di tetti." La Torre degli Ospiti contiene il luogo in cui si trovava originariamente la cucina, al piano inferiore, mentre di sopra si trova l'asilo, decorato con piastrelle raffiguranti le favole di Esopo e personaggi delle filastrocche cantate nell'asilo.
Il blocco centrale del castello comprende la doppia sala dei banchetti, strutturata sui due piani. Entrambi gli ambienti sono di grandi dimensioni, il primo svolge la funzione di una sala da ricevimento, dove il marchese adempieva ai propri doveri civili, mentre nel secondo si trova parte della vasta libreria. Entrambi includono strutture e caminetti elaborati, quelli della sala dei banchetti raffigurano lo stesso castello ai tempi di Roberto I, Duca di Normandia, che fu lì imprigionato tra il 1126 e il 1134. Il camino della biblioteca contiene cinque figure, quattro rappresentano gli alfabeti greco, egizio, ebraico ed assiro, mentre il quinto si dice rappresenti Bute come un monaco celtico. Le immagini fanno riferimento allo scopo della stanza e al marchese, rinomato linguista. La decorazione di queste ampie stanze è meno efficace di quella delle stanze più piccole; molte furono completate dopo la morte di Burges, Girouard sostiene che al muralista, Lonsdale, "fu richiesto di coprire aree più grandi di quanto il suo talento meritasse." La parte centrale del castello comprendeva anche la Grande Scalinata. A lungo si è pensato che la scalinata, illustrata in una prospettiva ad acquerello preparata da Axel Haig, non fosse mai stata costruita, ma una ricerca recente ha dimostrato la sua effettivamente costruzione, venendo poi rimossa negli anni '30 del XX secolo, presumibilmente dopo che la terza marchesa "una volta scivolò sulla sua superficie levigata." La Camera Araba nella Torre Herbert era l'ultima stanza a cui stava lavorando Burges quando morì per la malattia nel 1881. Il marchese appose le iniziali di Burges, insieme alle proprie e alla data, in suo ricordo, presso un camino nella stanza. La stanza fu conclusa dal cognato di Burges, Richard Popplewell Pullan.
Dopo la morte di Burges, ulteriori aree del castello furono sviluppate seguendo le sue linee guida, con cui aveva istruito i suoi collaboratori. In tale opera è inclusa la vasta ricostruzione delle mura dell'originario forte romano. Il Muro degli Animali, completato negli anni '20 del Novecento dal IV marchese, originariamente sorgeva tra il fossato del castello e la città, è dotato di nove sculture di Thomas Nicholls e di altre sei, scolpite da Alexander Carrick intorno al 1930. Il Ponte Svizzero, che una volta attraversato il fossato portava al giardino preraffaellita racchiuso nel Muro degli Animali, fu rimosso durante i lavori degli anni '30. Le stalle, che si trovano a nord, all'estremità di Bute Park, furono disegnate da Burges tra 1868 e 1869.
Megan Aldrich sostiene che gli interni di Burges a Cardiff siano stati "raramente eguagliati", che "le sue opere finite sono eccezionali monumenti del gotico ottocentesco" e che le stanze create a Cardiff tra "le più grandiose che il neogotico abbia mai realizzato." Crook va oltre, sostenendo che le stanze vanno oltre l'architettura, per creare "tre passaporti dimensionali per un regno fatato e per reami d'oro. Nel castello di Cardiff entriamo in una terra dei sogni."
Il castello è stato donato alla Cardiff City Corporation da parte del V Marchese di Bute nel 1947.

### Castell Coch

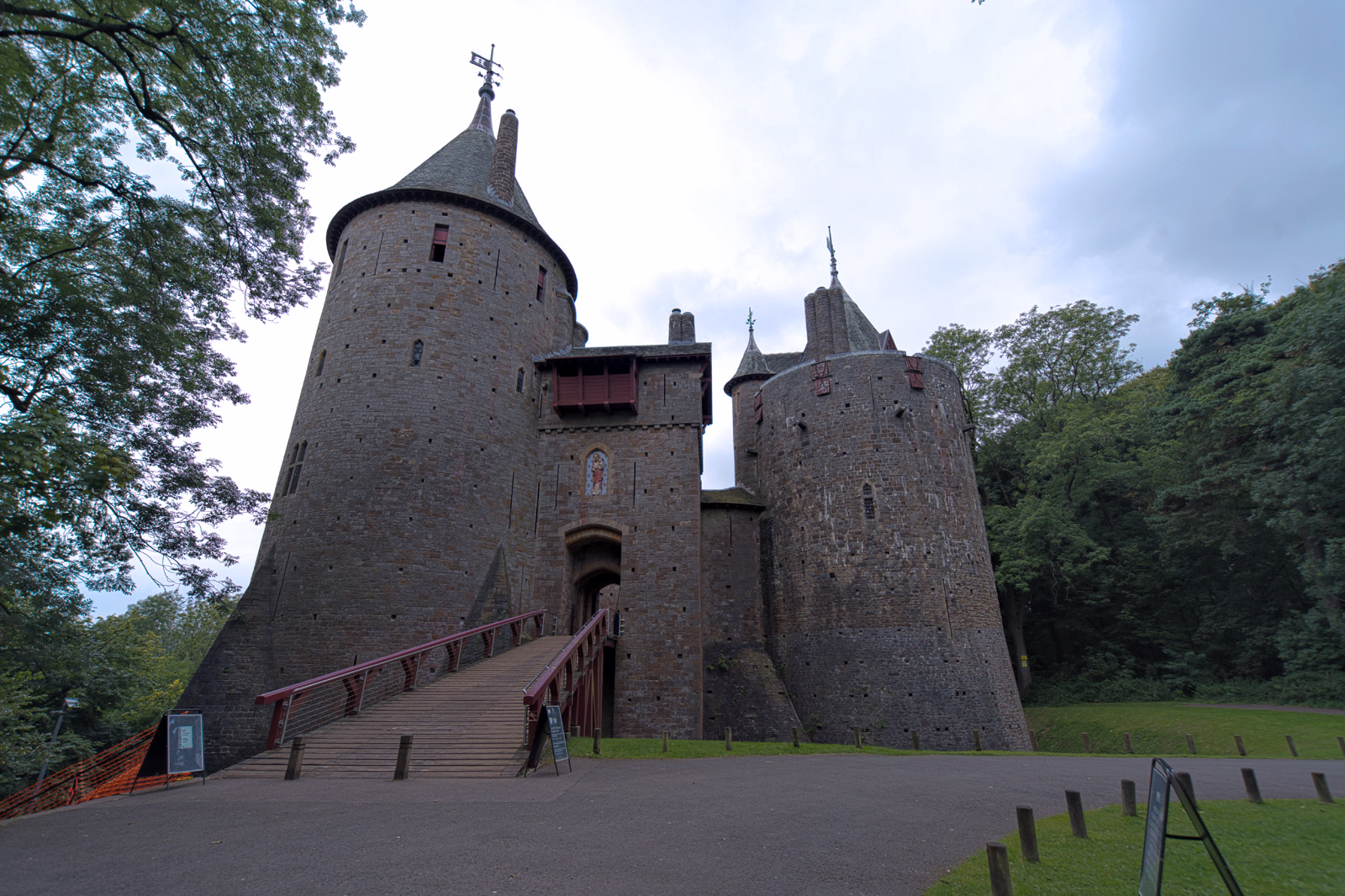
L'ingresso di Castell Coch, con le sue caratteristiche tre torri di altezze differenti.

Nel 1872, mentre i lavori al Castello di Cardiff stavano ancora procedendo, Burges presentò un progetto per la completa ristrutturazione di Castell Coch, un forte in rovina del XIII secolo, situato nella tenuta dei marchesi di Bute, a nord di Cardiff. Il progetto di Burges per la possibile ricostruzione fu consegnato nel 1872, ma l'inizio dei lavori fu ritardato fino al 1875, in parte a causa dell'entità dei lavori ancora in corso presso il Castello di Cardiff ed in parte a causa dell'infondata preoccupazione degli amministratori del Marchese, che ne temevano la possibile bancarotta. L'esterno comprende tre torri, descritte da Newman come "quasi uguali tra di loro nel diametro, [ma] colpiscono per le differenze nell'altezza." L'ispirazione principale di Burges fu il lavoro quasi contemporaneo dell'architetto francese Eugène Viollet-le-Duc, che intraprese simili restauri e ricostruzioni per conto di Napoleone III. I lavori di Viollet-le-Duc presso il castello di Coucy, il Louvre e in particolare il castello di Pierrefonds sono ripresi nel Castell Coch. Il soffitto del salotto, disegnato da Burges, era largamente ispirato a quello ottagonale e con volta a crociera della stanza dell'imperatrice a Pierrefonds. Altro modello significativo fu il castello di Chillon, da cui riprese la forma conica e le parti superiori delle torri.
Gravemente danneggiato durante le ribellioni gallesi nei primi del XIV secolo, Castell Coch cadde in disuso durante il periodo dei Tudor; l'antiquario John Leland lo descrisse come "tutto in rovina, non una cosa grande ma elevata." La ricostruzione del castello, secondo i progetti di Burges, prevedeva tre torri con tetti conici, storicamente discutibili. Secondo Crook, Burges "sostenne i suoi tetti con un significativo corpus di esempi di dubbia validità; la verità era che li desiderava per il loro effetto architettonico."

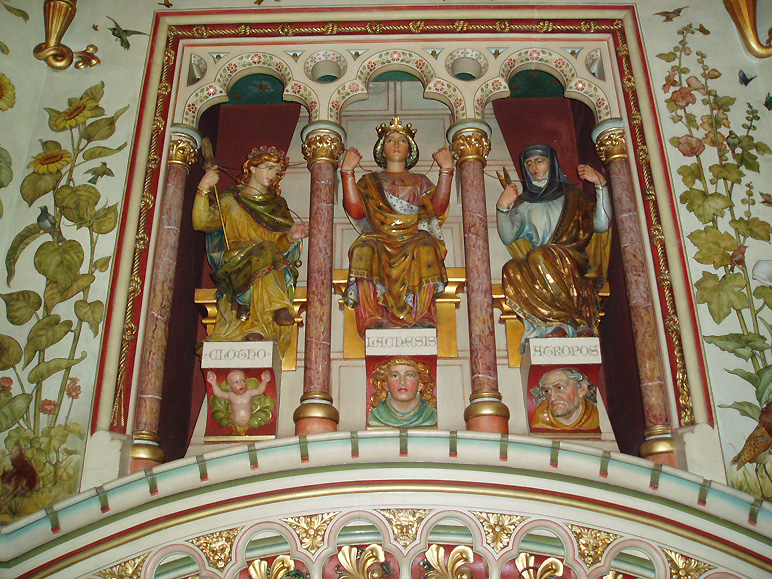
Le tre Moire

Le tre torri prendono il nome di Keep Tower, Well Tower e Kitchen Tower, comprendono una serie di appartamenti, il cui nucleo principale, le Stanze del Castellano, si trova nella Keep Tower. La Stanza dei Banchetti, completata ben dopo la morte di Burges, è stata descritta da Newman come "diluita e sfocata", mentre Crook l'ha considerata "anemica". La stanza contiene un colossale pezzo di camino, scolpito da Thomas Nicholls. L'identità della figura centrale della soprapporta è incerta; Giroud afferma che sarebbe il Re Davide, mentre McLees suggerisce la figura di San Lucio. Il Salotto è una camera a doppia altezza, con una decorazione che Newman descrisse dicendo che illustra i "temi intrecciati (della) fecondità della natura e della fragilità della vita." Un camino in pietra, opera di Nicholls, mostra le tre Moire, mentre filano, misurano e tagliano il filo della vita. Gli affreschi sulle mura attingono alle favole di Esopo, con delicati disegni di animali, secondo il gusto dell'estetismo.
La camera ottagonale, con la sua grande volta a crociera, sul modello delle stanze di Viollet-le-Duc a Coucy e Pierrefonds, è decorata con disegni di farfalle e volatili. Al di fuori della stanza, si trova la Stanza dell'Argano, in cui Burges pose l'apparato per il funzionamento del ponte levatoio, insieme a delle feritoie, per l'eventuale rovesciamento di olio bollente. La stanza da letto del marchese è relativamente spartana, precedendo il culmine del castello: la camera da letto di Lady Bute, la moglie del marchese. Crook considera la stanza "puramente Burges: un cerchio ad arcate, perforato da feritoie attraverso le finestre e sormontato da una cupola a sezione trilobata." Il tema decorativo è l'"amore", simboleggiato da scimmie, melograni e uccelli con i nidi. La decorazione è stata completata dopo la morte di Burges, ma continuò a seguirne le linee guida. William Frame, scrivendo a Thomas Nicholls nel 1887, domandò "il Signor Burges l'avrebbe fatto?". Il design originale del castello comprendeva una cappella da costruire nel tetto della Well Tower, tuttavia non fu mai conclusa e i suoi resti furono rimossi alla fine del XIX secolo.
Dopo la morte di Burges nel 1881, i lavori degli interni procedettero per altri dieci anni. Il castello fu poco utilizzato, il marchese non venne mai dopo il suo completamente, principalmente fu usato come luogo in cui i membri della famiglia si poteva ritirare per curare eventuali malanni. La marchesa e sua figlia, Margareth Crichton-Stuart, occuparono il castello per un periodo dopo la morte del marchese nel 1900. Nel 1950, il V Marchese di Bute consegnò il castello al Ministro dei Lavori. McLees ritiene l'edificio "un dei più grandi trionfi vittoriani nella composizione architettonica"; Crook scrive di Burges "ha ricreato da un cumulo di macerie un castello fiabesco che sembra quasi essersi materializzato dai margini di un manoscritto medievale."

## Ultimi lavori
Le commissioni del marchese costituirono la maggior parte del lavoro di Burges dal 1860 fino alla sua morte; tuttavia, continuò ad accettare altri incarichi.

### Worcester College
Gli interni della Hall e della Cappella del Worcester College di Oxford furono designate da James Wyatt tra 1776 e 1790. Nel 1864 Burges fu incaricato di revisionare i disegni di Wyatt per la Cappella; il compito gli fu assegnato dal reverendo H.C.O. Daniel, membro della Senior Common Room del College e futuro Rettore. Il reverendo aveva conosciuto Burges quando frequentavano insieme il King's College a Londra. Le estese iconografie di Burges ricoprono l'edificio, con immagini di animali e uccelli, mentre il pavimento a mosaico, sempre di Burges, stupì i suoi contemporanei. Basandosi sulla sua eccezionale conoscenza delle tecniche medievali e lavorando con meticolosa attenzione ai dettagli, Burges creò una cappella che Crook descrive come "quasi unica tra gli interni del periodo alto-vittoriano." "L'iconografia è riccamente simbolica", le influenze massoniche sullo schema decorativo sono significative; Gillingham suggerisce che le connessioni di Burges con la massoneria sono una parziale spiegazione della sua designazione per l'incarico, notando anche che "un commento simbolico-massonico pervade la Cappella." Insolitamente, nella ristrutturazione della Cappella, Burges non si avvalse dell'aiuto dei suoi soliti collaboratori. Le vetrate e gli affreschi del soffitto sono opera di Henry Holiday, mentre le statue, il leggio e i candelieri sono di William Grinsell Nicholl.
Nel 1873-1879 Burges intraprese i lavori per decorare nuovamente anche la Hall del Collegio. I fondi necessari per questo progetto furono raccolti tramite un appello, riportando gli stemmi dei donatori in appositi pannelli di legno decorati, posti lungo le pareti, i simboli dei donatori, evidenziandoli come doni individuali. Le ampie finestre in fondo alla sala sono anch'esse colme di stemmi che non avevano trovato posto nei pannelli sulle pareti. Sulla pedana è stato inserito anche un camino. Quasi tutta l'opera di Burges nella stanza è andata persa durante la riqualificazione degli anni '60 del Novecento, in cui furono reintegrati i progetti di Wyatt; il camino è stato rimosso e trasferito nella Knightshayes Court, altro edificio di Bourges, mentre la finestra orientale, al di sopra del tavolo più elevato, fu restaurata all'incirca nel 2009.

### Skilbeck's Warehouse
Lo Skilbeck's Warehouse, un tempo al numero 46 di Upper Thames Street, a Londra, successivamente demolito, era il magazzino di un commerciante di sale, costruito da Burges nel 1866 ed è importante in quanto suo unico intervento nell'ambito dell'architettura industriale. Burges fu ingaggiato dai fratelli Skilbeck per ristrutturare un magazzino preesistente; il risultato fu significativo, rappresenta quello che uno dei necrologisti di Burges ha descritto come "probabilmente il tentativo di maggior successo di unire le esigenze dell'arte e le utilità mercantili." Bradley descrive l'intervento di Burges dicendo che utilizzò "una doppia campata al di sotto di un unico arco gotico di scarico e un timpano." L'impiego di ghisa a vista era rivoluzionario. Materiali e tecnologie moderne furono combinate con l'iconografia gotica, un articolo del 1866 nel The Ecclesiologist descrive "la grande gru sostenuta da una mensola scolpita nel busto di una fiera domestica orientale, che simboleggia il clima da cui così tanti dei materiali del commerciante di sale sono importati, e su una finestra circolare nel timpano (una) nave che porta il suo prezioso carico." Il costo totale del lavoro fu di 1.413£.

### Knightshayes Court

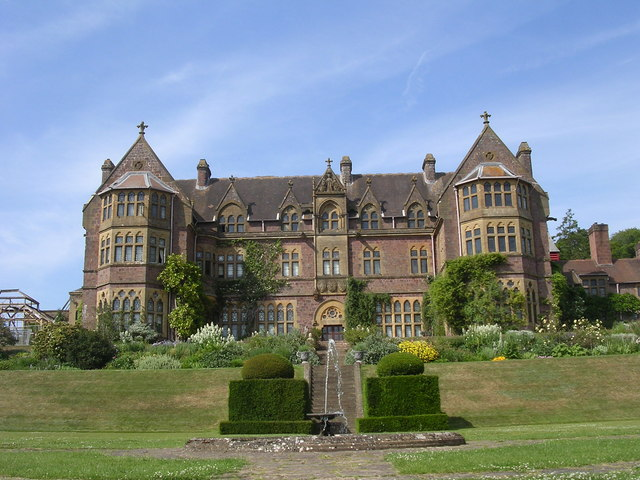
Knightshayes Court, Tiverton, Devon

La commissione per la costruzione della Knightshayes Court fu voluta da Sir John Heatcoat-Amory nel 1867, la prima pietra fu posata nel 1869. Nel 1874 tuttavia, l'edificio era ancora incompleto, a causa di Heatcoat-Amory, che contestò molti dei progetti di Burges per motivi di costi e di stile. Anche se il lavoro era iniziato partendo dagli interni, il turbolento rapporto tra l'architetto e il cliente portò al licenziamento di Burges nel 1874, rimpiazzandolo con John Dibblee Crace. Tuttavia, la Knightshayes Court rimane l'unico esempio di una casa di campagna di medie dimensioni, costruita da Burges, seguendo gli standard vittoriani. Lo stile segue quello del gotico primitivo francese. Burges progettò anche una torre, che tuttavia non venne mai costruita.
L'interno avrebbe dovuto essere un tripudio di eccesso burgesiano, ma neanche una singola stanza fu completata secondo i progetti di Burges. Dei pochi elementi interi portati a termine, molti furono alterati o attenuati da Heathcoat-Amory e dai suoi successori. Tuttavia alcuni degli interni, come la biblioteca, il salone a volta e l'arco rosso del salotto, rimangono o sono stati ripristinati.
Da quando la casa passò al National Trust nel 1972, lavori maggiori di restauro e riproduzione sono stati intraprese e un numero di pezzi dei mobili di Burges, la maggior parte non originari della casa, sono stati esposti. Tra questi sono inclusi una libreria da Buckingham Street e un camino dalla Hall del Worcester College, Oxford, dove, negli anni '60 del Novecento, alcuni elementi decorativi creati da Burges furono rimossi, sebbene la sua ristrutturazione della cappella del college rimanga. Lo scopo è, per quanto possibile, recuperare il lavoro di Burges e Crace.

### Park House

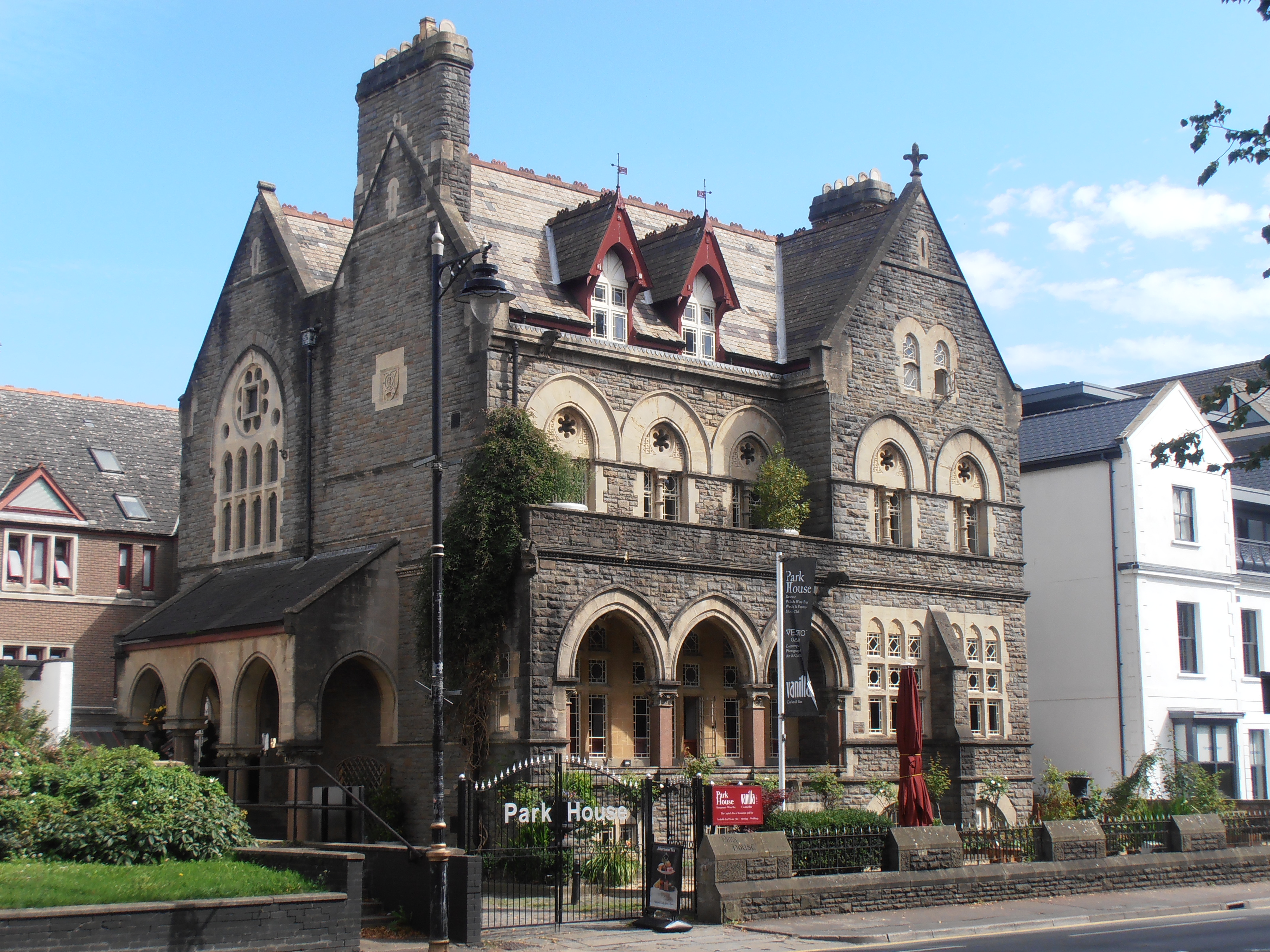
Park House, Cardiff

Park House, a Cardiff, fu costruita da Burges per l'ingegnere di Lord Bute, James McConnochie, tra il 1871 e il 1875. Con i suoi tetti spioventi e i muri audacemente strutturati, Park House ha rivoluzionato l'architettura domestica di Cardiff e fu molto influente, in città e non solo. L'impatto dell'edificio può essere visto nelle periferie di Cardiff, dove le imitazioni di Park House e delle sue caratteristiche possono essere riconosciute frequentemente. Cadw la descrisse come "forse la più importante casa del XIX secolo in Galles", un rilievo confermato dalla classificazione di I grado tra i monumenti britannici.
Lo stile della casa è in gotico francese primitivo, con triangoli e rettangoli in primo piano, anche se priva di una torre conica, elemento che Burges ritenne invece appropriato per la propria casa, la Tower House, e per Castell Coch. Burges utilizzò diverse varietà di pietre per Park House: le Pennant measures per i muri, le pietre di Bath attorno alle finestre, il portico d'ingresso e gli zoccoli, le colonne in granito rosa Peterhead di Aberdeenshire. La facciata esterna è composta da quattro timpani, le finestre dell'ultimo piano nascondono quella che Newman descrive come "la principale peculiarità degli interni. Entrando, si è immediatamente di fronte alla parte inferiore della scala e le si deve girare attorno per raggiungere il resto della casa." La disposizione non è stata ripetuta alla Tower House, che è quasi una replica invertita, con l'aggiunta di una torre conica. Le finiture interne sono di qualità elevata, includono anche una massiccia scala in mogano e un camino in marmo. Sia il salotto che la sala da pranzo hanno soffitti con travi a vista. Il tutto è costruito con una solidità che è stata garantita usando la forza lavoro dello stesso Marchese di Bute, proveniente dalla banchina di Cardiff.

### Cristo Consolatore, Santa Maria e Cattedrale di San Paolo

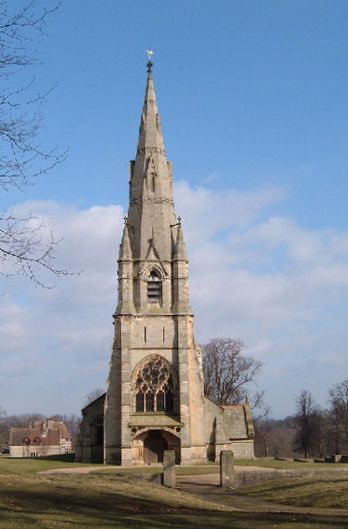
Chiesa di Santa Maria, Studley

Le due chiese gotiche migliori di Burges furono iniziate negli anni '70, la Chiesa di Cristo Consolatore, a Skelton-on-Ure, e la Chiesa di Santa Maria, al parco reale di Studley. Il suo patrono George Robinson, I marchese di Ripon, sebbene non ricco quanto Bute, fu suo pari nel medievalismo romantico e divenne amico di Bute a Oxford, cosa che può spiegare la scelta di Burges come architetto. Entrambe le chiese furono costruite come chiese commemorative per il cognato di Ripon, Frederick Grantham Vyner, ucciso da banditi greci nel 1870. La madre di Vyner commissionò la Chiesa di Cristo Consolatore e la sorella quella di Santa Maria. Entrambe furono iniziate nel 1870, la prima fu consacrata nel 1876, la seconda nel 1878.
La Chiesa di Cristo Consolatore, nel terreno della Newby Hall, nel North Yorkshire, fu costruita nello stile gotico primitivo inglese. Il lavoro fu intrapreso dagli usuali collaboratori di Burges, Gualbert Saunders fece le vetrate, basandosi sui disegni di Lonsdale, e Nicholls fece le sculture. Leach e Pevsner descrivono lo schema delle vetrate come "insolitamente eccellente."Leach&Pevsner 2009, p. 701 Risulta particolarmente interessa in quanto rappresentativo di un cambiamento a livello architettonico, dallo stile primitivo francese preferito da Burges alla differente ispirazione inglese. Pevsner lo considera "di decisa originalità; l'impressione è di una grande opulenza, anche se di un calibro piuttosto elefantino."
La Chiesa di Santa Maria è anch'essa in stile gotico primitivo inglese ed è situata nel terreno del parco reale di Studley, nel North Yorkshire. Come per la Chiesa del Cristo Consolatore, la facciata è in pietra calcarea grigia, con una torre ad ovest sormontata da una guglia svettante. L'interno è ugualmente spettacolare, superando Skelton in ricchezza e maestosità, Leach commentandola disse "tutto è precisamente calcolato per il suo impatto visivo." Il tema, precedentemente usato a Gayhurst, è quello del Paradiso perduto e del Paradiso riconquistato. Le vetrate, di Saunders e collaboratori, sono di qualità particolarmente elevata. Pevsner descrive Santa Maria come "un sogno nello splendore del gotico primitivo inglese" e Crook scrive "[sebbene] la cattedrale di Cork potrebbe essere la più grande opera gotica di Burges, Santa Maria è il suo capolavoro 'ecclesiastico'." Burges costruì anche una villetta estiva nel 1873.
Nel 1870, a Burges fu chiesto di redigere uno schema iconografico per la decorazione interna della Cattedrale di San Paolo, incompiuta dalla morte di Sir Christopher Wren. Nel 1872, fu designato come architetto per il progetto e nei cinque anni successivi produsse quello che Crook descrive come un "conclamato schema delle prime decorazioni rinascimentali" per gli interni che a suo avviso avrebbero eclissato anche quelli della San Pietro a Roma. Tuttavia, come Crook scrive, il suo progetto fu "un po' troppo creativo per la maggior parte dei classicisti" e queste controversie artistiche, e anche religiose, portarono al licenziamento di Burges nel 1877, senza intraprendere nessuno dei suoi progetti.

### Trinity College, Hartford, Connecticut

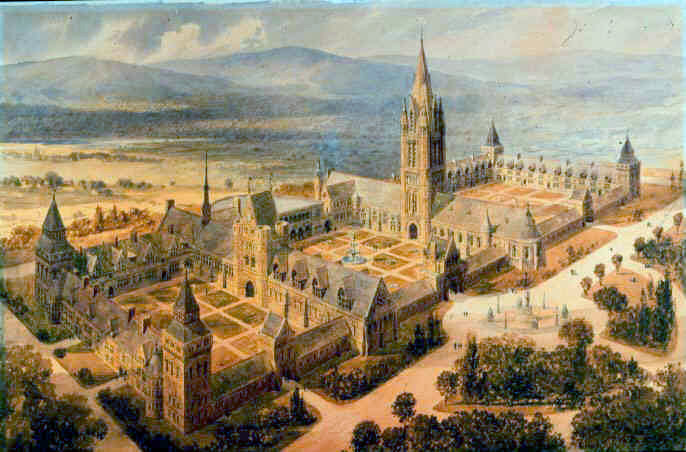
Il piano originario di Burges.

Nel 1872 Abner Jackson, preside del Trinity College di Hartford (Connecticut, Stati Uniti), visitò la Gran Bretagna alla ricerca di modelli e di un architetto per progettare il nuovo campus del college. Burges fu scelto ed elaborò un piano generale con quattro quadrilateri, nello stile del primo gotico francese. Le sontuose illustrazioni furono riprodotte da Axel Haig. Tuttavia, il costo stimato, appena sotto al milione di dollari, insieme all'ampiezza del progetto, allarmarono notevolmente gli amministratori del college. Solo un sesto del progetto fu eseguito, tra cui la Long Walk, con la partecipazione di Francis H. Kimball come supervisore e architetto locale, e di Frederick Law Olmsted che si occupò degli spazi verdi. Crook considera il risultato "insoddisfacente ...[ma importante]...nella sua posizione chiave nello sviluppo dell'architettura americana della fine del XIX secolo." Gli altri critici hanno considerato il progetto di Burges molto positivamente: lo storico statunitense dell'architettura Henry-Russel Hitchcock ritenne il Trinity forse il più soddisfacente di tutti [di Burges] i lavori e il miglior esempio che ci sia dell'architettura neogotica collegiata; mentre Charles Handley-Read suggerì che il college fosse "in qualche modo superiore al Keble di Butterfield o all'Aberystwyth di Seddon."

### Tower House

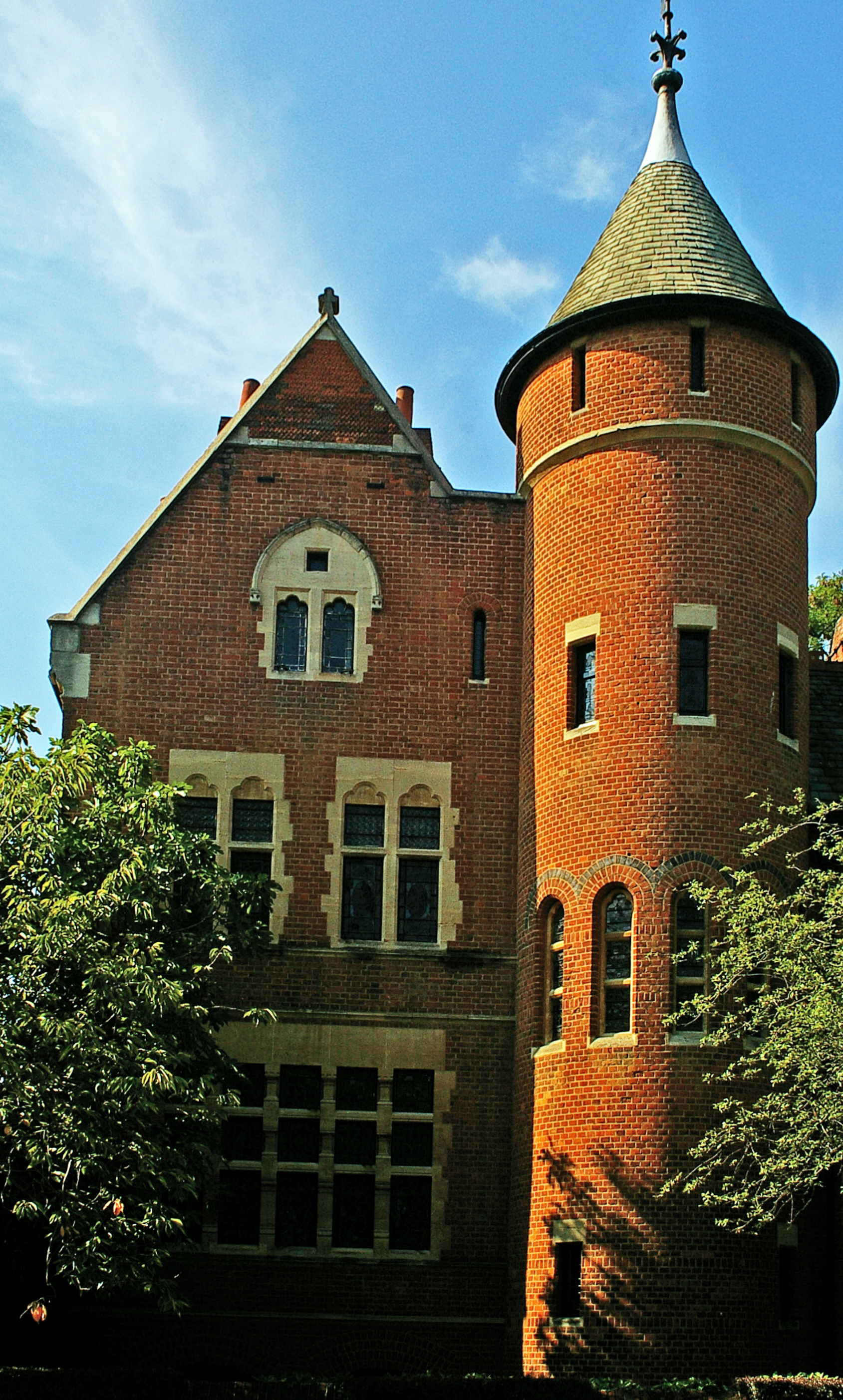
Tower House

Dal 1875, anche se continuò a lavorare al completamento dei progetti già iniziati, Burges non ricevette altre commissioni di rilievo. La costruzione, la decorazione e l'arredamento della propria casa, la Tower House, in Melbury Road, a Kensington, Londra, occupò gran parte dei suoi ultimi sei anni di vita. Burges progettò la casa nello stile delle abitazioni cittadine della Francia del XIII secolo. Di mattoni rossi e su un piano ad L, l'esterno è liscio. Tuttavia l'approccio di Burges fu in grande scala: la profondità delle fondamenta era sufficiente per sostenere stanze fino a quattro o cinque volte più grandi delle dimensioni poi realizzate, l'architetto Richard Norman Shaw definì le fondamenta in calcestruzzo adatte "per una fortezza." Questo approccio, combinato con le abilità architettoniche di Burges e la decorazione dell'esterno ridotta al minimo, creò un edificio che Crook descrive come "semplice e massiccio". Come era solito con Burges, molti elementi dei suoi precedenti progetti furono adattati e inclusi, la facciata sulla strada da Park House, la torre cilindrica e il tetto conico da Castell Coch e gli interni da Castello di Cardiff.
L'interno è centrato sulla sala d'ingresso a doppia altezza, Burges evitò l'errore fatto a Park House, dove posizionò una vasta scalinata nel mezzo dell'edificio. Nella Tower House, le scale sono nella torre conica. Il pianterreno contiene un salotto, una sala da pranzo e una biblioteca, mentre il primo piano ospita le stanze da letto e lo studio. Pur avendo evitato le decorazioni esterne, Burges compensa di gran lunga tale carenza negli interni. Ogni stanza è dotata di un complesso schema iconografico di decorazione: tema della hall è il Tempo, del salotto l'Amore, della stanza da letto di Burges il Mare. Sono presenti massicci caminetti con elaborate sopraporte intagliate, con diversi temi, un castello nella biblioteca e sirene e mostri delle profondità marittime nella sua stanza da letto.
Nel progettare l'interno medievale della casa, Burges evidenziò anche la propria abilità come gioielliere, lavoratore del metallo e designer, e produsse alcuni dei suoi migliori mobili, inclusi lo Zodiac settle, il Dog Cabinet e il Great Bookcase, quest'ultimo descritto da Charles Handley-Read come "occupante una posizione unica nella storia dei mobili dipinti vittoriani." L'arredamento era elaborato quanto i mobili: il rubinetto di uno dei lavabi degli ospiti aveva la forma di un toro di bronzo, da cui l'acqua sgorgava dalla gola versandosi in un lavandino intarsiato con un pesce d'argento. All'interno della Tower House Burges mise alcuni dei suoi migliori lavori metallici; l'artista Henry Stacy Marks scrisse "potrebbe progettare un calice tanto quanto una cattedrale... le sue caraffe, coppe, brocche, forchette e cucchiai furono progettati con un'abilità pari a quella con cui avrebbe progettato un castello."
Al suo termine, la Tower House fu accolta clamorosamente. In un sondaggio sull'architettura degli ultimi cinquant'anni, pubblicato da The Builder nel 1893, era l'unica abitazione privata ad essere inclusa. Crook considera la casa, la "sintesi della carriera [di Burges] e un scintillante tributo al suo successo." La Tower House, che rimane un'abitazione privata, di proprietà di Jimmy Page dei Led Zeppelin dal 1972, dopo averla acquistata dall'attore Richard Harris, mantiene gran parte delle sue decorazioni strutturali interne, ma i mobili e gli oggetti che Burges progettò per la sua casa sono stati messi in vendita nel lontano 1933.

## Gioielli e lavorazione dei metalli

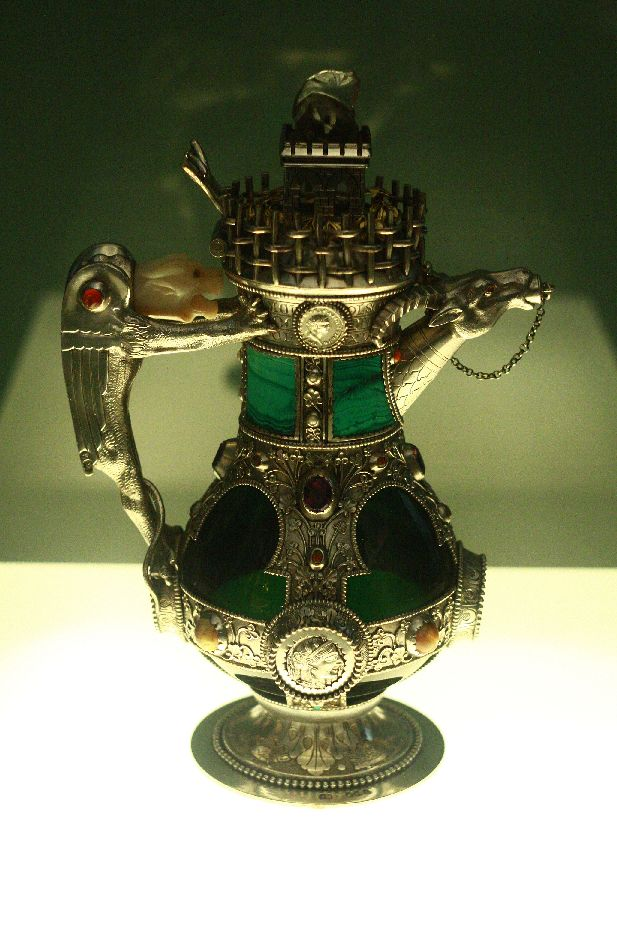
Caraffa in vetri verdi e argento, disegnata da Burges, commissionata nel 1865 (Victoria and Albert Museum)

Burgers fu un eccellente disegnatore di oggetti metallici di ispirazione di gotica e di gioielli, fu citato come "successore di Pugin nello stile neogotico." Nonostante Burges fosse prevalentemente un architetto, Edmund Gosse descrisse i suoi edifici come "più gioielli che architettura", mentre Crook afferma che "il genio di Burges come designer si esprime alla perfezione nei suoi gioielli e nei suoi lavori con i metalli." Cominciò con gli artefatti religiosi (candelieri, calici, croci pettorali) come singole commissioni o come parte di uno schema decorativo per edifici su cui non aveva il pieno controllo artistico. Gli esempi includono i calici della Chiesa di San Michele, a Brighton, la statua dell'Angelo a San Finbar, suo personale dono alla cattedrale e la Dunedin Crozier. Questo oggetto, scolpito in avorio e raffigurante San Giorgio che uccide il drago, fu creato per il primo vescovo di Dunedin. Nel 1875 Burges pubblicò i disegni dell'oggetto su una rivista francese, presentandolo come originale del XIII secolo. Di simile inventiva erano i suoi disegni di piatti per Lord Bute, decorando un servizio di diciotto piatti con illustrazioni e giochi di parole. Il 3 aprile 1872 Burges creò una spilla in stile gotico per il matrimonio della Marchesa di Bute. Nel settembre 1873 creò un'altra spilla per la marchesa, a forma di una G gotica, con uno scudo araldico nello smalto, tempestata di pietre preziose e perle. Procedette creando una collana e degli orecchini, un tentativo di imitare il "design dello stile archeologico di Castellani." Un altro esempio dei lavori di Burger per Lady Bute, come dono per il marito, era un set di ampolle d'argento, a forma di due servitori medievali che trasportavano dei piccoli barili di sale e pepe; era la sua risposta alla domanda: "cosa regalare ad un uomo che potrebbe permettersi ogni cosa."
Tuttavia, alcune delle sue opere più rilevanti, le creò per se stesso, spesso utilizzando il ricavato della vincita di un concorso di architettura. Gli esempi includono l'Elefante Inkstand, che Crook considera "la vera epitome di suo speciale genio creatore", e la coppia di caraffe, pagate con le commissioni ottenute sia per i progetti per la Chiesa in memoria della guerra di Crimea, sia per la sua serie di conferenze sull'Arte applicata all'Industria. Burges progettò anche oggetti più utilitaristici, ugualmente imbevuti del suo amore per le allusioni e per i giochi di parole. Tra questi vi sono dell'argenteria con rappresentazioni di sirene, ragni e di altre creature e un set di coltelli e forchette per la Tower House, con le maniglie scolpite da Nicholls, mostrando simboli raffiguranti "carne e verdure, vitelli, cipolle, piselli e così via." Fu anche un esperto critico, definito da un contemporaneo come "uno dei migliori giudici di armature in Europa." La sua grande collezione di armature fu lasciata al British Museum dopo la sua morte.
La sorte di alcuni dei pezzi più importanti di Burges è sconosciuta, ma altri sono stati rinvenuti nel tempo: una spilla da lui creata come regalo di nozze per l'amico John Pollard Seddon, fu identificata nella serie televisiva della BBC Antiques Roadshow e successivamente venduta all'asta per 31.000£, nell'agosto del 2011.

## Vetrate
Burges ha svolto un ruolo importante nella rinascita delle vetrate nel periodo Alto Vittoriano. La fornitura di vetri di colori appropriati fu centra in molti dei suoi temi decorativi, investì notevoli sforzi lavorando con i migliori disegnatori e artigiani per ottenere questo risultato. Inoltre, studiò la storia della produzione delle vetrate, scrivendone nel secondo capitolo del suo libro L'Arte applicata all'Industria: "l'uso di studi antiquari è finalizzato al ripristino di arti in disuso e per ottenere tutto il bene possibile da queste, per il nostro miglioramento." Nel catalogo dell'esibizione di disegni di vetrate del Castello di Cardiff, Sargent rende omaggio alla "sua profonda conoscenza della storia e delle tecniche di lavorazione del vetro" e Lawrence lo considera un pioniere che, con i suoi "studi accurati, ha ristabilito i principi della decorazione medievale e li ha usati per fare le stesse dichiarazioni coraggiose e originali." I risultati furono eccezionali; Lawrence ha scritto che Burges progettò con "una vitalità, un'intensità e brillantezza che nessun altro creatore di vetrate potrebbe eguagliare." Lawrence riconosce il debito di Burges ai produttori e agli artigiani con cui lavorò, in particolare Gualbert Saunders, la cui "tecnica ha dato ai vetri di Burges la sua caratteristica più distintiva, ovvero il colore carne. Questo è unico, non aveva precedenti e non ha avuto imitatori." Oltre a San Finbar, Burges progettò vetrate per tutte le chiese più importanti da lui costruite, per la ricostruzione di chiese medievali intraprese da altri e per i suoi edifici secolari. Svolse un lavoro significativo a Waltham Abbey con Edward Burne-Jones, ma gran parte del suo lavoro fu distrutto durante i bombardamenti nazisti. Crook scrive: "a Waltham, Burges non copia. Si incontra con il Medioevo come un suo pari."
Alcune delle finestre create da Burges, sono state scoperte negli anni. Nel 2009 fu ritrovata una vetrata nei sotterranei della Bath Abbey e fu riconosciuta come opera di Burges. La finestra, commissionata da Mallet e Company, è oggi visibile al museo Bath Aqua Theatre of Glass di Bath. Nel marzo del 2011, due pannelli di vetro disegnati da Burges furono comprate per 125.000£ dalla Cadw. I pannelli facevano parte di una serie di venti, che Burges creò per la cappella di Castell Coch, ma furono rimossi quando l'incompleta cappella fu demolita. Dieci dei pannelli furono spostati nel Castello di Cardiff, otto invece furono usati nel modello della cappella presso la Well Tower di Castell Coch; i due acquistati dalla Cadw furono considerati persi fino a quando comparvero in un'asta a Salisbury nel 2010, senza riuscire ad essere venduti. L'Ispettore dei Monumenti Antichi della Cadw, parlando dopo l'acquisto, disse "i pannelli mostrano una varietà di santi e di figure bibliche chiave gallesi e inglesi e sono vetrate vittoriale di altissima qualità. Il lavoro di William Burges attira un'enorme attenzione a livello mondiale e il prezzo riflette il genio artistico dell'uomo a la rara qualità di questi pannelli di vetro.
La ricerca ha anche portato ad accreditare a Burges lavori precedentemente attribuiti ad altri. Nel volume del 1958 North Somerset and Bristol, Pevsner loda la "qualità estetica" delle vetrate della Chiesa di San Giacomo, a Winscombe, nel North Somerset, ma erroneamente le descrive come "uno dei migliori esempi esistenti delle vetrate di Morris." Infatti, le vetrate sono di Burges.

## Vita privata

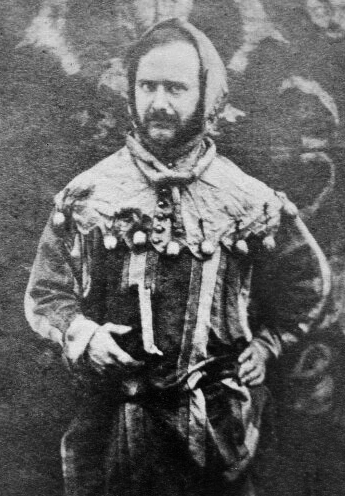
Burges vestito da giullare, 1860 circa.

Burges, che non si sposò mai, era considerato dai suoi contemporanei eccentrico, imprevedibile, indulgente e stravagante. Fisicamente era poco affascinante, descritto dalla moglie del suo maggiore patrono come il "brutto Burges." Basso, grasso e tanto miope da aver scambiato una volta un pavone per un uomo. Burges sembra essere stato sensibile in merito al suo aspetto e rimangono pochissime immagini esistenti che lo rappresentano. I ritratti conosciuti sono: un dipinto del 1858 di Edward Poynter su un pannello del Gabinetto Yatman; una fotografia degli anni '60 dell'Ottocento, di un autore sconosciuto, che illustra Burges mentre è vestito come un giullare di corte; un bozzetto di Theodore Blake Wirgman, comparso nel 1871 sul giornale The Graphic; un disegno a matita del 1875, di Edward William Godwin; tre fotografie in posa del 1881, di Henry Van der Weyde; una caricatura postuma di Edward Burne-Jones.
Al di là dei suoi difetti fisici, la sua personalità, la sua oratoria e il suo senso dell'umorismo erano ritenuti affascinanti e contagiosi. Crook afferma che "la sua gamma di amici [copriva] l'intera gamma dei pre-raffaeliti di Londra."
Il romanzo di Robert Kerr del 1879, The Ambassador Extraordinary coinvolge un architetto, Georgius Oldhousen, che Crook considera basato su Burges; è "non esattamente giovane di età ma ha uno strano modo giovanile nell'aspetto e nei modi, Georgius non può invecchiare mai ... Il suo punto di forza è un disprezzo per il senso comune ... La sua vocazione è l'arte ... [una] questione di senso non comune." Burges era un uomo socievole. Eletto nel Reale Istituto degli Architetti Britannici nel 1860, nel 1862 fu designato per il suo Consiglio e nel 1863 fu eletto per il Foreign Architectural Book Society, il FABS, che comprendeva i migliori membri del RIBA ed era limitato a quindici membri. Divenne un membro dell'Athenaeum Club, fu un membro dell'Arts Club, della Medieval Society, dell'Hogarth Club, fu eletto alla Royal Academy of Arts nell'anno della sua morte. Come molti dei suoi amici, Burges entrò nell'Artist Rifles.
Burges era un collezionista appassionato, in particolare di disegni e di oggetti metallici. Era anche un massone. Altre sue passioni erano il rat-baiting e l'oppio. L'influenza delle droghe sulla sua vita e sulla sua produzione architettonica è stata dibattuta; Crook ha speculato che fu a Costantinopoli che, durante il suo tour negli anni '50, provò per la prima volta l'oppio, il Dizionario degli Architetti Scozzesi afferma con certezza che la sua morte prematura sia stata dovuta "almeno in parte al risultato del suo stile di vita da celibe, fumando sia tabacco che oppio." Lo scrittore di architettura Simon Jenkins ha speculato sul perché Sir John Heathcoat-Amory scelse come suo architetto "uno scapolo dipendente dall'oppio, goticista che indossava un costume medievale." Il diario di Burges del 1865 include l'appunto "troppo oppio, non sono andato al matrimonio di Hayward", e Crook conclude che "è difficile resistere alla conclusione che [l'oppio] abbia rafforzato gli elementi da sognatore in suo make-up artistico."

## Morte

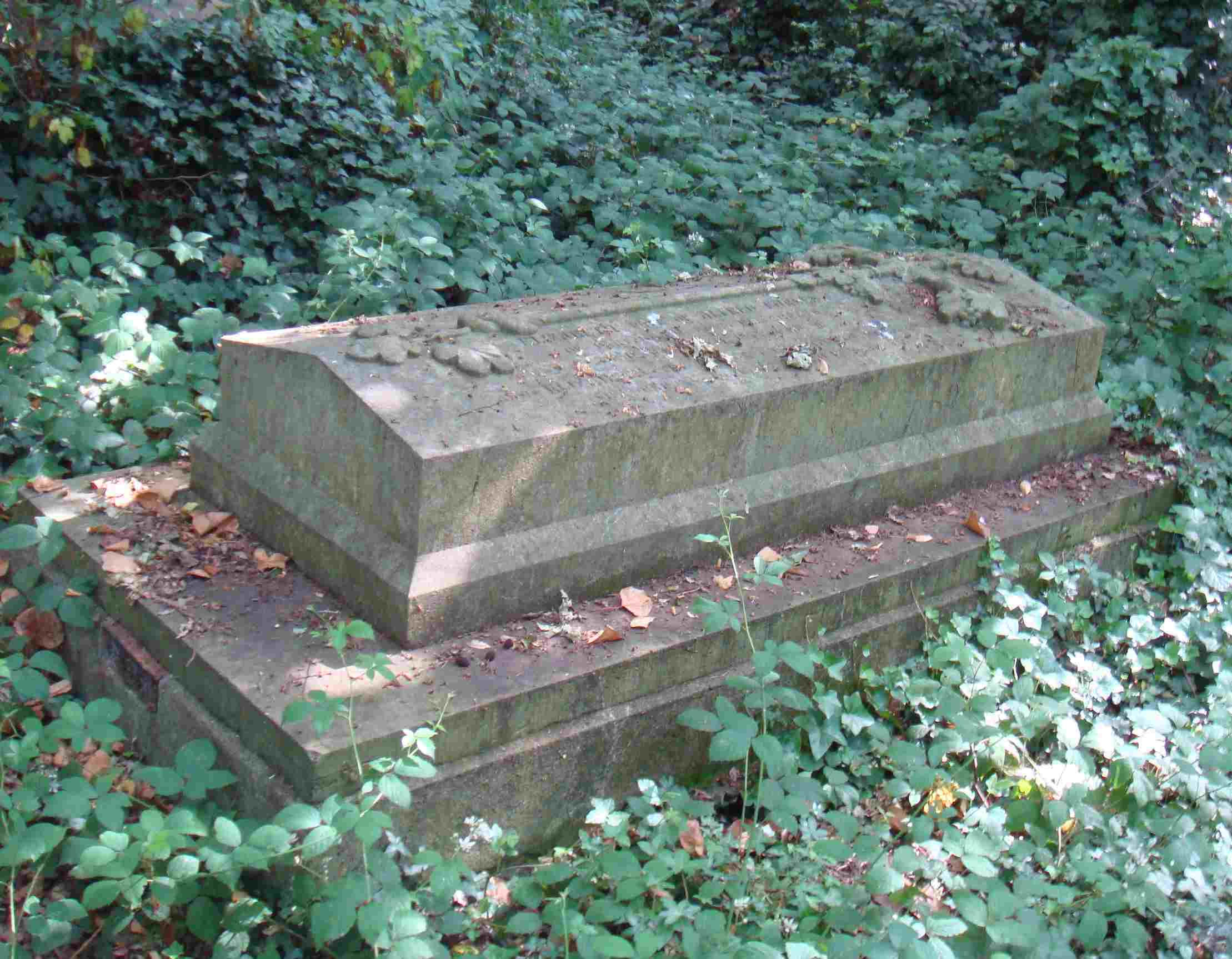
Il sarcofago di Burges, Londra

Burges morì all'età di 53 anni nella Tower House, il 20 aprile 1881. Mentre era in viaggio per lavoro a Cardiff, prese freddo e tornò a Londra, mezzo paralizzato, dove morì circa tre settimane dopo. Tra i suoi ultimi visitatori si annoverano Oscar Wilde e James Whistler. Fu sepolto nella tomba progettata per sua madre al cimitero West Norwood, a Londra. Alla sua morte, John Starling Chapple, suo collega e stretto collaboratore per oltre vent'anni, scrisse "una relazione costante ...con uno dei più brillanti ordinamenti della professione ha reso il distacco ancora più difficile. Grazie a Dio la sua opera vivrà e ...sarà ammirata dai futuri studenti. Faccio ancora fatica a realizzare la mia condizione solidaria. Lui era quasi tutto il mondo attorno a me." Lady Bute, moglie del suo maggior patrono, scrisse "Caro Burges, brutto Burges, che ha progettato queste cose belle."
A San Finbar, insieme ai memoriali per sua madre e sua sorella, c'è una placca in memoria di Burges, disegnata da lui stesso, ed eretta da suo padre. Mostra il Re dei Cieli mentre presiede al di sopra dei quattro apostoli, che tengono aperta la Parola di Dio. Sotto l'iscrizione "Architetto della cattedrale" c'è un semplice scudo e una piccola, logora, placca con un mosaico che lo circonda, con le iniziali e il nome di Burges intrecciati. Delle complicazioni legali hanno impedito che Burges venisse sepolto nella cattedrale che aveva costruito. Le parole di Burges su San Finbar, in una lettera del gennaio 1877 al vescovo di Cork, riassumono la sua carriera, "Tra cinquant'anni l'intera vicenda sarà la sua stessa prova, i tempi e i costi saranno dimenticati, sarà guardato solamente il risultato. Le grandi domande saranno poi, in primo luogo, se l'opera è bella e, secondo, se coloro ai quali è stata affidata l'hanno fatta con tutto il loro cuore e tutta la loro abilità.

## Eredità e influenza
Alla morte di Burges nel 1881, il suo contemporaneo ed architetto Edward William Godwin, disse di lui che "nessuno nel secolo di questo paese o di un altro che io conosca, ha mai posseduto questo dominio artistico sul regno della natura, in una misura del tutto comparabile con quello che accomuna il creatore della Sfinge e il progettatore di Chartres." Tuttavia, il neogotico che sostenne con tanta forza era ormai in declino. Entro vent'anni il suo stile fu considerato senza speranza e antiquato, i proprietari dei suoi lavori tentarono di eliminare ogni traccia dei suoi sforzi. Dagli anni '90 dell'Ottocento fino alla seconda parte del XX secolo, l'arte vittoriana fu sotto costante attacco, i critici ne parlavano definendola "la tragedia architettonica del diciannovesimo secolo", ridicolizzando "la bellezza senza compromessi" degli edifici del periodo e attaccando "il sadico odio della bellezza" da parte dei suoi architetti. Riguardo a Burges, non scrissero quasi nulla. I suoi edifici furono trascurati o modificati, i suoi gioielli e le sue vetrate furono perse o ignorate, i suoi mobili dati via. La storica dell'architettura Megan Aldrich scrisse, "Non fondò nessuna scuola ... aveva pochi sostenitori al di fuori della cerchia dei suoi collaboratori ... e non preparò nessuna generazione di designer." In confronto con i più prolifici contemporanei, Burges completò relativamente pochi lavori e perse molti bandi architettonici. Il collaboratore di Burges, l'artista Nathaniel Westlake, si lamentò che "i concorsi sono raramente assegnati all'uomo migliore - guardo al numero ridotto di vittorie di Burges, o che avrebbe dovuto vincere, e penso che ne abbia eseguita solo una."
Praticamente il suo unico sostenitore negli anni dopo la sua morte fu suo cognato, Richard Popplewell Pullan. Principalmente un illustratore, nonché studioso e archeologo, Pullan si formò con Alfred Waterhouse a Manchester, prima di entrare nello studio di Burges negli anni '50. Nel 1859 sposò la sorella di Burges. In seguito alla morte di Burges nel 1881, Pullad visse presso la Tower House e pubblicò testi che illustravano le opere e i progetti di Burges, tra cui Architectural Design of William Burges (1883) e The House of William Burges (1886). Nella sua prefazione di Architectural Designs Pullan espresse la speranza che questi volumi illustrati delle opere di suo cognato "sarebbero stati accolti con grande favore e adeguatamente apprezzati, non solo dai suoi colleghi professionali, ma da tutti gli uomini di gusti raffinati in Europa e in America." Questa speranza non fu soddisfatta per un centinaio di anni, ma il lavoro di Burges continuò ad attirare seguaci in Giappone. Josiah Conder studiò presso di lui e, attraverso l'influenza di Conder, il noto architetto giapponese Tatsuno Kingo lavorò con Burges l'anno prima della morte di quest'ultimo.
Dalla seconda parte del XX secolo, si è verificata una rinascita degli studi dell'arte, dell'architettura e del design vittoriani, e Crook si è battuto per porre Burges al centro di questo mondo, come "uno studioso di ampio respiro, un intrepido viaggiatore, un brillante insegnante e progettista decorativo, nonché un architetto geniale", rendendolo di nuovo apprezzato. Crook scrive inoltre che, in soli vent'anni di carriera, Burges divenne "il più brillante architetto-designer della sua generazione", e, oltre all'architettura, i suoi successi nella lavorazione del metallo, nella gioielleria, nei mobili e nelle vetrate, lo pongono come il solo rivale di Pugin "come più grande architetto-artista del neogotico."

## Studi architettonici
La limitata produzione di Burges e la generale impopolarità che riscontrarono le sue opere per molto tempo dopo la sua morte, comportò uno scarso studio del suo lavoro. In una guida di settantuno pagine del Castello di Cardiff, pubblicata nel 1923, è nominato solo tre volte e ogni volta il nome è sbagliato, venendo indicato come "Burgess". Il volume di Pevsner del 1951 sulla Grande esposizione di Londra del 1851, High Victorian Design, non lo nomina, malgrado i suoi significativi contributi. Negli anni '50 del Novecento si assiste all'inizio di una timida reazione contro la condanna subita da tutti gli architetti vittoriani, compreso Burges. L'esposizione sulle Arti Decorative Vittoriane e Edoardiane, tenuta al Victoria and Albert Museum nel 1952 includeva cinque pezzi di arredamento di Burges e quattro esempi di suoi lavori metallici. Questa apertura fu seguita poi dalla Società Vittoriana nel 1958. Victorian Architecture, una collezione di saggi edita da Peter Ferriday e pubblicata nel 1963, conteneva un articolo su Burges, di Charles Handley-Read, forse il primo studioso serio di Burges. Handlery-Read adottò un punto di vista misurato per i lavori di Burges, su cui scriveva che, "come un designer, lui (era) suscettibile di essere aggressivo, piuttosto che grazioso", ma non aveva dubbi sull'importanza di Burges, scrivendo dei suoi migliori lavori come "indispensabili esempi di 'Conservazione Vittoriana'." Gli ultimi trent'anni, tuttavia, hanno visto una significativa rinascita di interesse. La riabilitazione di Burges può essere datata al 1981, il centenario della sua morte, quando un'esposizione maggiore sulla sua vita e sui suoi lavori fu tenuta al National Museum of Wales, fin all'ottobre 1981, e poi al Victoria and Albert Museum, a Londra, da novembre 1981 a gennaio 1982. Il catalogo della mostra, intitolato The strange Genius of William Burges (Lo strano Genio di William Burges), a cura di J. Mordaunt Crook. Una mostra più piccola sui suoi lavori fu tenuta anche al Crawford Municipal Art Gallery a Cork. Nello stesso anno, fu pubblicato l'unico studio completo su Burges, William Burges and the High Victorian Dream, di Crook. Nella dedica del volume, "In Mem. C.H.-R", Crook riconosce il suo debito nei confronti di Charles Handley-Read, i cui appunti su Burges furono ereditati da Crook, in seguito al suicidio di Handley-Read. Una nuova edizione fu pubblicata nel febbraio 2013. Altre fonti includono gli articoli sul Castello di Cardiff e su Castle Coch, in The Victorian Country House. Le serie The Buildings of England, The Building of England, The Buildings of Wales, The Buildings of Scotland e The Buildings of Ireland forniscono una copertura completa delle opere di Burges per area, tranne nelle ultime due, in cui l'elenco non è completo. Anche l'attuale (2012) curatore del Castello di Cardiff, Matthew William, ha scritto un certo numero di articoli su Burges e Bute per riviste di architettura. The Cathedral of Saint Fin Barre at Cork, di David Lawrence e Ann Wilson, copre le opere di Burges in Irlanda.